# Der Mönch am Meer
Der Mönch am Meer ist ein zwischen 1808 und 1810 entstandenes Gemälde von Caspar David Friedrich. Das Bild in Öl auf Leinwand im Format 110 × 171,5 cm ist auch unter dem Titel Wanderer am Gestade des Meeres bekannt. Es gilt mit der radikalen Bildgestalt einer Landschaft als „Inbegriff eines modernen Bildes“ und „Altarbild des modernen Menschen“.
Das Gemälde befindet sich in der Alten Nationalgalerie in Berlin und ist dort zusammen mit der Abtei im Eichwald als Bildpaar zu sehen. Das Bildpaar wurde erstmals auf der Berliner Akademieausstellung von 1810 gezeigt und vom preußischen König Friedrich Wilhelm III. erworben. Die Reputation des Ankaufs und eine euphorische Besprechung Heinrich von Kleists brachten dem Maler den Durchbruch zum Ruhm. Etliche zeitgenössische Beobachter reagierten jedoch missbilligend auf das Bild, das mit der Tradition der Landschaftsmalerei radikal brach. Seit 2016 wird das Werk nach eingehenden Restaurierungsmaßnahmen neu präsentiert.

## Bildbeschreibung

### Motiv
Das Gemälde zeigt ein kahles weißliches Dünenufer, das nach links im stumpfen Winkel ansteigend in das vom Wind bewegte schwarze Wasser eines Meeres hinein ragt. Die Hügel des Ufers scheinen sich in den Kämmen der Wellen fortzusetzen. Die dunkle Tönung der Wasseroberfläche steigt über der Horizontlinie wie Nebel in die Wolkenschichtung auf. Nach oben hin lichtet sich der Himmel in ein tiefes Blau. Zwischen den Wolken ist das Licht der Sonne zu erahnen. Es lässt sich keine bestimmte Tageszeit ausmachen. Auf dem Scheitelpunkt des Ufers steht ein Mann in einer braunen Mönchskutte und schaut sinnend auf das Wasser hinaus. Einige Möwen fliegen umher.

### Bildkomposition
Das radikal leere Bild kommt in elementarer Weise mit nur vier Gegenständen aus: Mönch, Strand, Meer und Himmel. Der neuen Bildgestalt fehlt jegliche perspektivische Tiefe. Der Himmel über der wie mit einem Lineal gezogenen Horizontlinie füllt fünf Sechstel der Bildfläche. Der Bildaufbau vollzieht sich in einer horizontalen Schichtung, der Mönch bildet das einzige vertikale Moment. Die Bildgeometrie ist vom Standort des Mönches her gedacht, der auf dem Scheitelpunkt eines von links im stumpfen Winkel ansteigenden Ufers steht; da ein dem Wellenschlag ausgesetzter Strand mehr oder weniger eben wäre, steht der Mönch in einer gewissen Entfernung von der Wasserlinie auf einer Böschung. Das Wasser wirkt als Negativform des Uferstreifens, die der oben aufreißende Himmel spiegelverkehrt aufnimmt. Ebenso spiegelt sich an der Horizontlinie die Zunahme der Helligkeitswerte. Der amorphe Dunkelbereich wird auf der Höhe des Mönchskopfes zusammengeschnürt, als entfalte sich die Düsternis wie wegströmendes Gedankenmaterial. Die Land-Wasser-Zone und die unräumliche Wand des Himmels scheinen vergleichbar klappbarer Flächen am Horizont zusammenzustoßen. Die Statik dieser abstrakten Flächenfiguren wird durch die transparenten Farbübergänge der Lasur in eine spürbar vermittelte Spannung gebracht. „Nie zuvor hatte ein Landschaftsgemälde die verschiedenen Aggregatzustände der Materie so nüchtern, so dicht und so unverbunden miteinander konfrontiert.“ In der Bildgeometrie von Uferlinie und Himmel zeigen sich zwei am Horizont gespiegelte Hyperbeln wie sie später in dem Gemälde Das Große Gehege in der ästhetischen Wirkung perfektioniert werden. Das bei Friedrich am häufigsten angewandte ästhetische System des Goldenen Schnitts ist hier nicht genutzt.

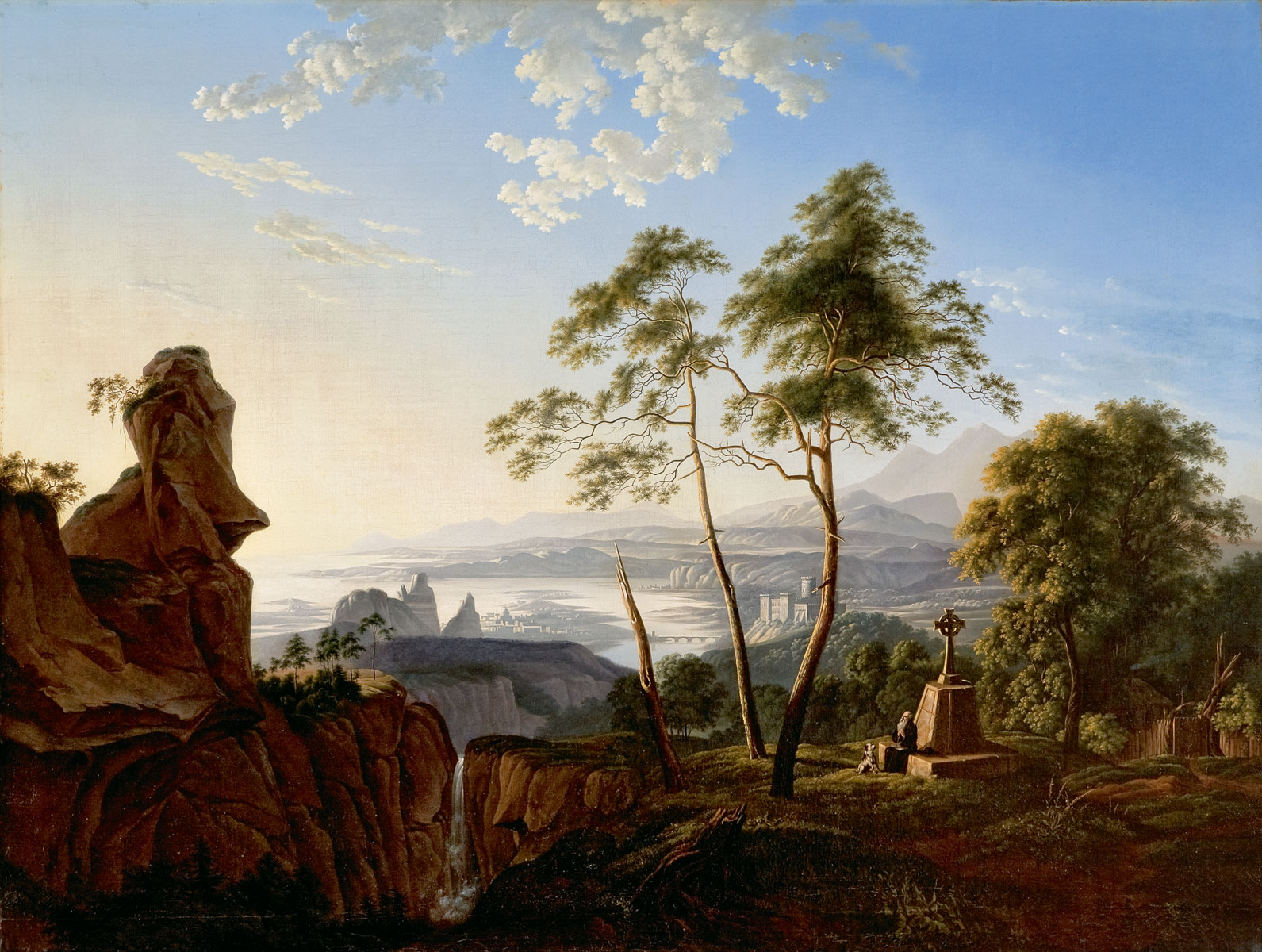
Carl Blechen (zugeschrieben): Landschaft mit Eremit, um 1822

### Bruch mit der Bildtradition
Friedrich bricht mit dem Mönch am Meer mit der Bildtradition der Landschaftsmalerei. Die Bereiche von Meer, Strand und Himmel sind räumlich ohne Übergänge geschichtet. Es fehlt die klassische „Bilderkette“, durch die das Gemälde „begehbar“ wird. Der Künstler verzichtet auf die übliche Rahmenschau, die zum Beispiel der Romantiker Carl Blechen bei seiner Variante eines aufs Meer schauenden Mönchs praktizierte. Der Betrachter wird nicht in das Geschehen eingeführt. Die Entgrenzung des Bildes veranlasste den Betrachter Heinrich von Kleist zu der Bemerkung: in seiner „Einförmigkeit und Uferlosigkeit“  wirke es, „als ob einem die Augenlider weggeschnitten wären“. Diese Radikalität ist in der Bildwelt der Romantik einmalig.

## Bilddeutung

### Friedrichs Selbstdeutung
Von Friedrich ist zum Mönch am Meer ein Text überliefert, der sich als Abschrift eines Briefes des Malers unter den hinterlassenen Papieren der Amalie von Beulwitz befand. Der originale Text stammt wahrscheinlich aus einem Brief vom Februar 1809 an Johannes Schulze.

„Da hier einmal von Beschreibungen die Rede ist, so will ich Ihnen eins meiner Beschreibungen mitheilen, über eins meiner Bilder so ich nicht läng[s]t [unlängst] Vollendet habe; oder eigentlich, meine Gedanken, über ein Bild; den[n] Beschreibung kann es wohl nicht genannt werden. Es ist nemlich ein Seestük, Vorne ein öder sandiger Strand, dann, das bewegte Meer, und so die Luft. Am Strande geht Tiefsinnig ein Mann, im schwarzen Gewande; Möfen fliegen ängstlich schreiet um ihn her, als wollten sie Ihm warnen, sich nicht auf ungestümmen Meer zu wagen. – Dies war die Beschreibung, nun kommen die Gedanken:
Und sännest Du auch vom Morgen bis zum Abend, vom Abend bis zur sinkenden Mitternacht; dennoch würdest du nicht ersinnen, nicht ergründen, das unerforschliche Jenseits!
Mit übermüthigen Dünkel, wennest [wähnst] du der Nachwelt ein Licht zu werden, zu enträzlen der Zukunft Dunkelheit! Was heilige Ahndung nur ist, nur im Glauben gesehen und erkannt; endlich klahr zu wissen und zu Verstehn! Tief zwar sind deine Fußstapfen am öden sandigen Strandte; doch ein leiser Wind weht darüber hin, und deine Spuhr wird nicht mehr gesehen: Thörigter Mensch voll eitlem Dünkel!“

### Moderne Kunstgeschichte
Friedrichs Selbstdeutung der Unerkennbarkeit von Zukunft, Seelenheil und eigener Bedeutung gibt der modernen Kunstgeschichte den Rahmen vor, die seit dem Beginn der 1970er Jahre eine nicht mehr überschaubare Menge von Texten zur Deutung des Gemäldes produziert hat. Grundsätzlich wird es als Zwiesprache eines einsamen Menschen mit der Natur in einem religiösen oder politischen Kontext gelesen. In der Bewertung der Bildaussage lassen sich vier wesentliche Deutungsmuster unterscheiden:
- Die Überzeugung, dass auf dem Dünenufer ein protestantischer Geistlicher steht, der mit Demut das irdische Dunkel erträgt, um in göttlicher Gnade auf das helle Licht des Jenseits zu hoffen, bestimmt die religiöse Deutung des Werks.[14]
- In der modernen interdisziplinären Theorienbildung, die neben Kunsthistorikern auch Germanisten und Philosophen beschäftigt, wird der Mönch am Meer als Verkörperung des Erhabenen und Sublimen gesehen: Das Bewusstsein, den Mächten der Natur und der Geschichte ohnmächtig ausgeliefert zu sein, kann durch die Fähigkeit des Subjekts zur selbstüberhebenden Idee in ein Gefühl der Erhabenheit münden.[15]
- Die Nihilismusthese formuliert eine vollkommene Hoffnungslosigkeit des von Gott verlassenen Mönchs: Im politischen Kontext der gescheiterten Französischen Revolution und der Eroberung Europas durch Napoleon scheinen die Verhältnisse nicht veränderbar.[16]

### Der Mönch

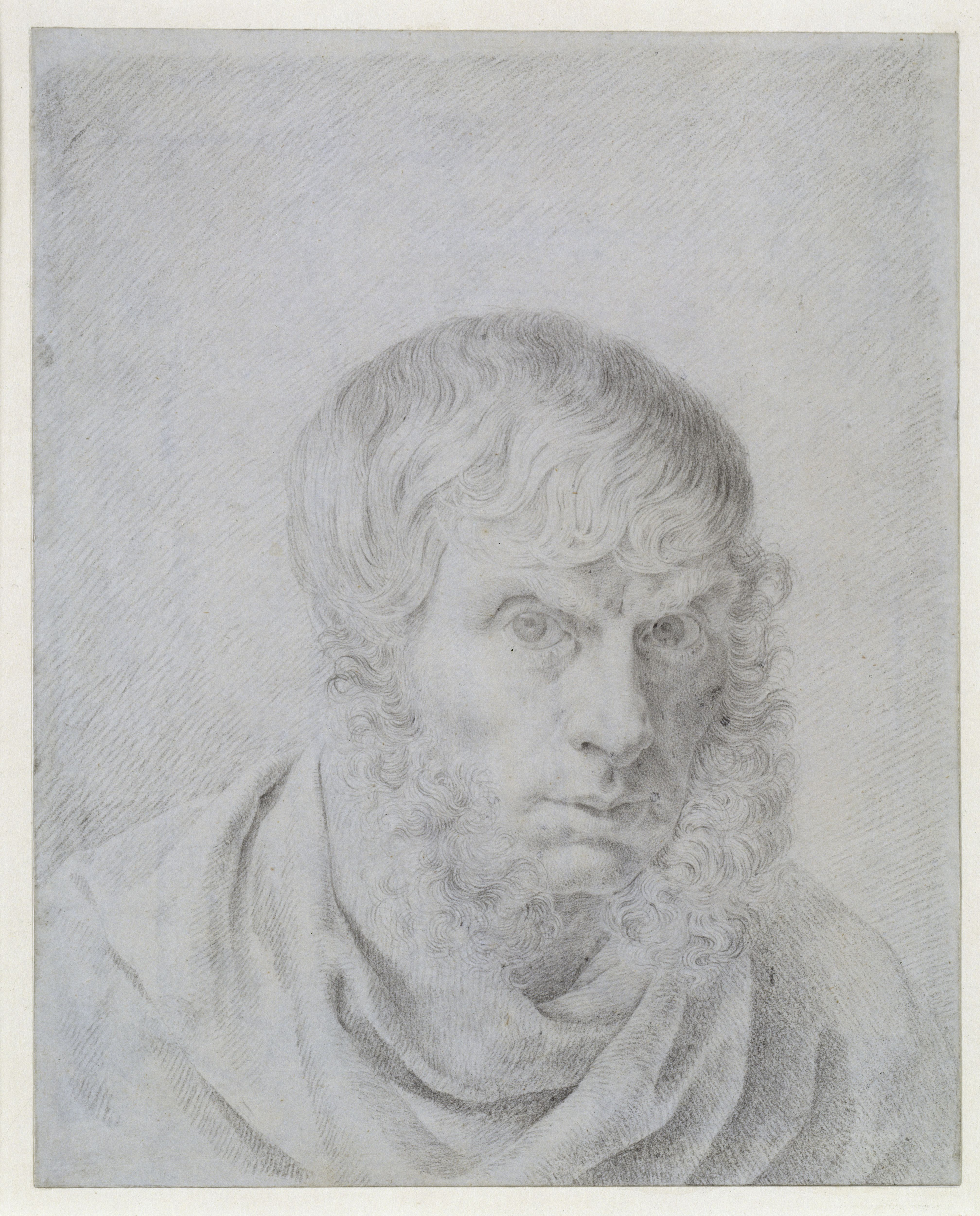
Caspar David Friedrich: Selbstporträt, 1810, Kupferstichkabinett Berlin

Der Identität des dargestellten Mönchs gilt seit der Berliner Ausstellung von 1810 große Aufmerksamkeit. Dabei hat sich der Begriff des „Kapuziners“ für die Rückenfigur aus dem Kleist-Artikel eingeprägt. Es ist aber fraglich, ob es sich bei der dargestellten Person um einen Mönch handelt. Friedrich selbst beschrieb die Figur lediglich als „Mann, im schwarzen Gewande“, für Christian August Semler war es „ein kahlköpfiger Alter in einem braunen Gewande“. Bei der Einlieferung des Bildpaares zur Akademieausstellung hatten die beiden Landschaften noch keinen Titel, der Katalog vermerkte Zwei Landschaften in Öl. Die Gewandfigur war vom Maler zunächst anders konzipiert worden: Der Mensch auf dem Uferstreifen war ursprünglich im Seitenprofil dargestellt, nicht als Rückenfigur, was man an der Stellung der Füße noch sieht, und der Oberkörper wurde später übermalt.
Helmut Börsch-Supan geht davon aus, dass sich der Maler mit dem Mönch selbst porträtiert hat, und verweist auf das Selbstbildnis von 1810. Werner Hofmann meint, Friedrich setze sein anderes Ich als Mönch am Meer den Gefahren der Natur aus.
Der mit dem Maler bekannte protestantische Pastor Ludwig Gotthard Kosegarten mit seinen legendären Uferpredigten in Vitt auf Rügen könnte ein Vorbild für die Figur eines Geistlichen am Strand der Ostsee gewesen sein.

### Rückenfigur
Seit dem Beginn der Ölmalerei 1807 nahm Friedrich die Rückenfigur ins Bild auf. Mit dem Mönch am Meer bekommt sie zum ersten Mal Gewicht für Bildgestalt und Symbolgehalt. Die Begegnung von Mensch und Natur erhält durch die Rückenfigur dialogischen Charakter und betont gleichzeitig die transzendentale Unendlichkeit, angelegt in der aperspektivischen und unmessbaren Raumqualität. Der Mensch antwortet auf die übermächtige Natur mit seiner geistigen Haltung. Die Einsamkeit des einzelnen Mönchs wird aufgehoben in der Vereinigung von Bild und Betrachtung.
Rückenfiguren haben eine kunstgeschichtliche Tradition, die bis in die Antike zurückreicht, meist als Sinnbild für moralisch-theologische Reflexionen. Bei Friedrich wird die Funktion der Rückenfigur unterschiedlich interpretiert. Oft ist sie als Staffage zur Steigerung des Naturerlebens durch den Betrachter des Bildes augenscheinlich. Bei Gemälden wie dem Wanderer über dem Nebelmeer scheint unklar, ob der Maler die Identität der dargestellten Person verbergen will oder die Figur gar nicht zu personalisieren ist.

### Geografischer Ort

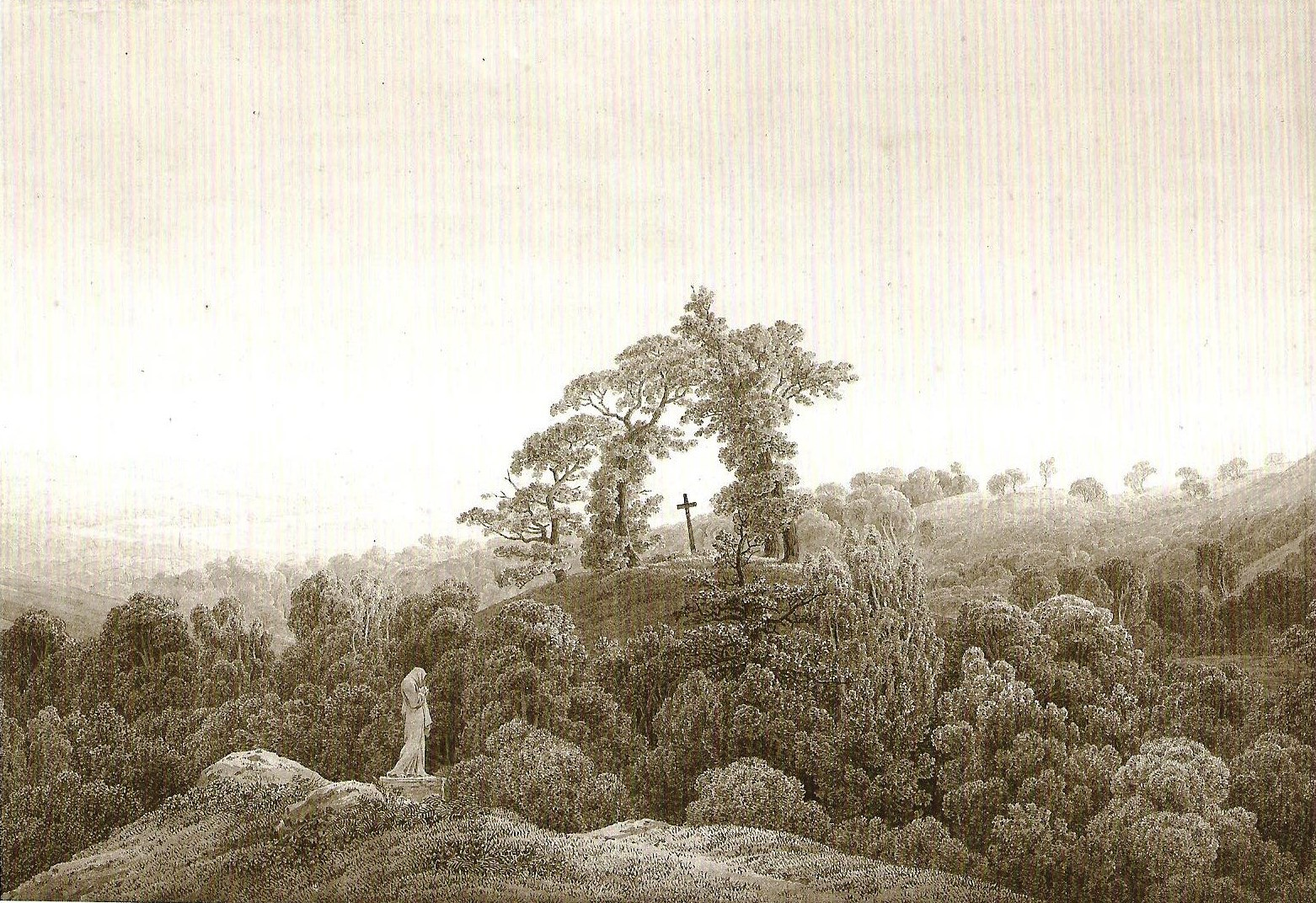
Caspar David Friedrich: Das Kreuz an der Ostsee, um 1806/07

Bereits in den zeitgenössischen Kommentaren zum Mönch am Meer ist von der Ostsee als dem dargestellten Meer die Rede. Bei Kenntnis der vorpommerschen Küstenlandschaft wird aber deutlich, dass es eine so scharfkantige Strandlinie an der flachen Küste typischerweise nicht gibt. Es müsste sich schon um die Abbruchkante an der Steilküste etwa von Arkona handeln. Ein solches Motiv lässt sich aus dem Gemälde kaum herleiten.
Die Bemühungen, dem Mönch eine Topografie an der Ostsee zuzuordnen, konzentrieren sich auf die Bestimmung einer passenden Gegend auf Rügen mit Hilfe der Federzeichnung Südküste von Rügen (Mönchgut) vom 17. August 1801. Kurt Wilhelm-Kästner erkannte darauf den „Strand von Mönchgut“, Werner Sumowski die „Aufnahme des Groß-Zickerschen Höfts“, der Hamburger Katalog von 1972 die „Südküste von Rügen“, Herrmann Zschoche das Groß-Zickerschen Höft von einem Standpunkt bei Gager und Werner Busch den Blick auf das Nordperd südlich von Lobbe.

### Biografischer Hintergrund

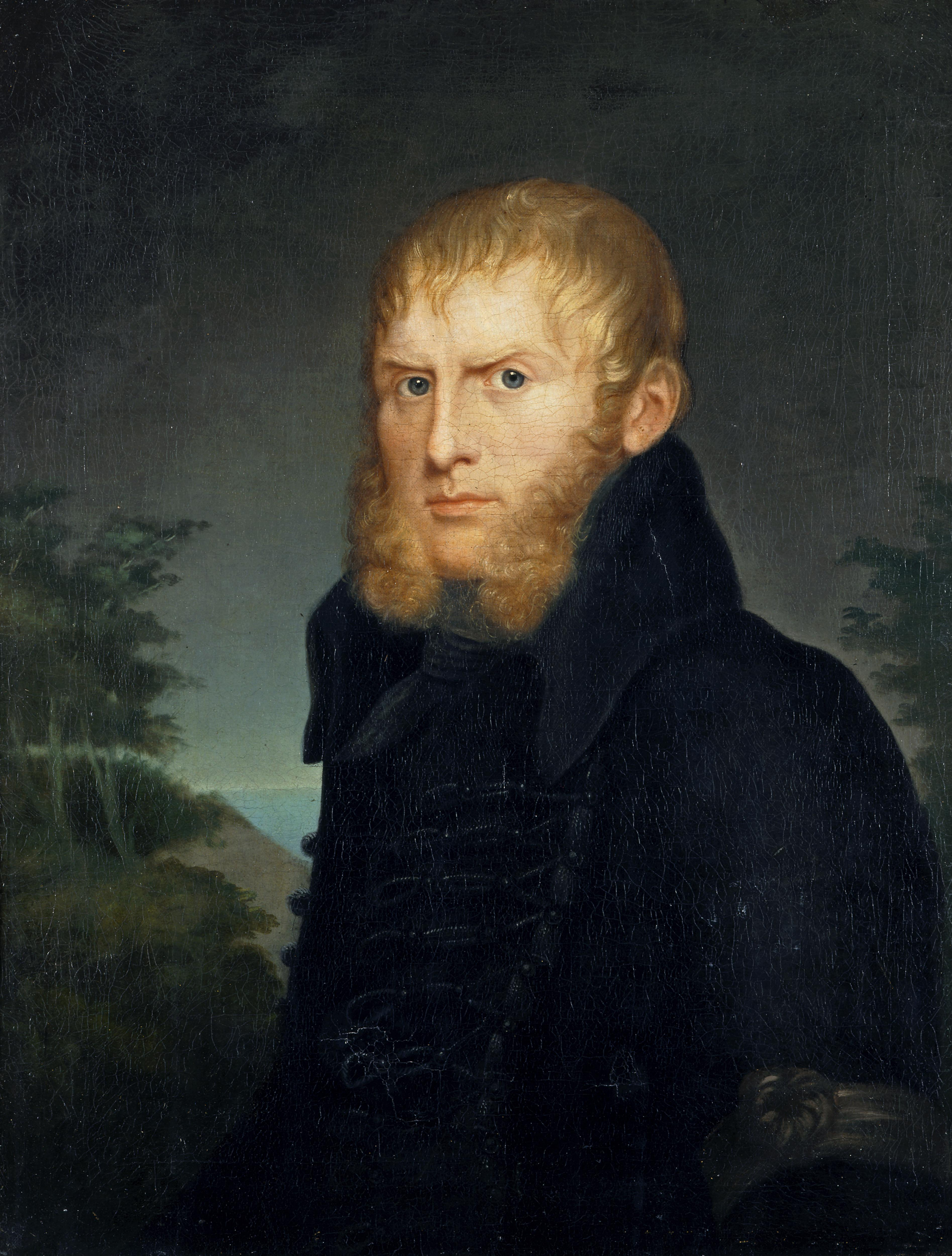
Caroline Bardua: Porträt Caspar David Friedrichs, 1810

Um den Mönch am Meer als Seelenlandschaft des Malers zu interpretieren, wird die Biografie nach Ereignissen befragt, die seelische Erschütterungen bewirken konnten. Der offenbar schmerzlichste Verlust seines Lebens fällt in jene Zeit des Werkprozesses, in der der Übergang vom Fischer-Sujet zum Mönchsbild stattfindet. Friedrichs Schwester Catharina Dorothea Sponholz ist am 22. Dezember 1808 in Breesen gestorben. Sie galt ihm nach dem frühen Tod der Mutter als Mutterersatz in Erziehung und Fürsorge. Das Gefühl der Einsamkeit und Trauer könnte in den Monaten danach die Motive seiner Kunst bestimmt haben. Parallel zum Mönch entstand die Gebirgslandschaft mit Regenbogen, die ebenfalls eine düstere Naturbefragung thematisiert. Die Verwendung des Regenbogens deutet hier wie bei der Landschaft mit Regenbogen (1809) auf ein Gedächtnisbild hin. Unmittelbar nach dem Tod seiner Schwester musste sich der Maler nach der Fertigstellung des Tetschener Altars im Ramdohr-Streit einer bis dahin nicht gekannten verletzenden Kritik an seiner Kunst aussetzen.
Am 6. November 1809 starb der Vater des Malers in Greifswald. Auf einem auf 1809/10 datierten Porträt der Malerin Caroline Bardua ist Friedrich mit einer Trauerarmbinde zu sehen, die er aber auch als Symbol des Protestes gegen die französische Besatzung angelegt haben kann.
Im Juli 1810 unternahm der Maler zusammen mit Georg Friedrich Kersting eine Wanderung durch das Riesengebirge. Im August entstand mit dem Gemälde Morgen im Riesengebirge eine ähnlich rigorose Mensch-Natur-Konstellation wie beim Mönch.
Nach der Rückkehr in Dresden erfuhr Friedrich vom Tod der Königin Luise und entwarf für sie ein Grabdenkmal. Der Tod der Monarchin, deren Treffen mit Napoleon in Tilsit als Opfergang für ihr Volk gesehen wurde, löste eine unbeschreibliche Trauer aus. 

### Theologie

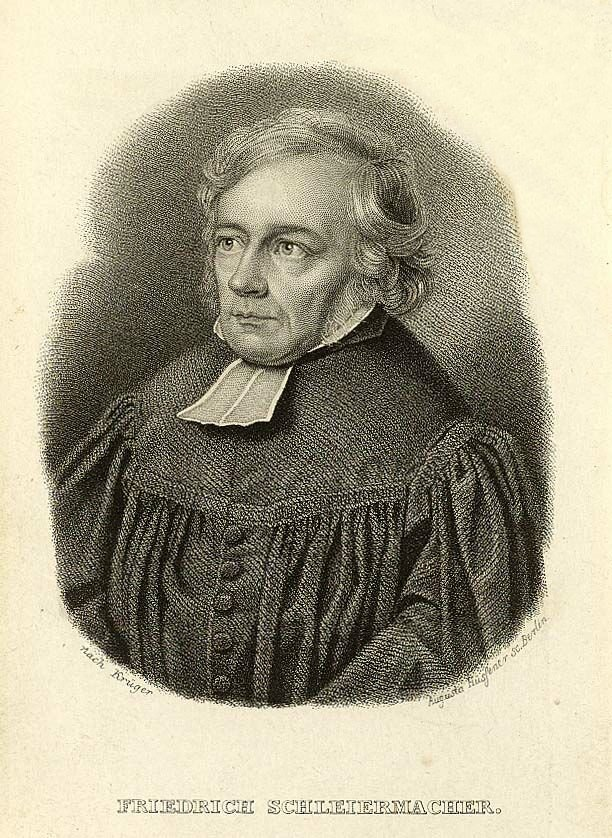
Friedrich Schleiermacher

Friedrich gibt durch seine eigene Deutung das religiöse Thema des Nachsinnens über die Aussicht auf das Jenseits vor. Helmut Börsch-Supan hält das Nachdenken über den Tod für den wichtigsten Inhalt des Bildes. Der Bildraum teile sich in die dieseitige und jenseitige Welt. Damit stellt sich die Frage, auf welchem theologischen Fundament der Maler mit seinen bildgewordenen christlichen Vorstellungen fußt. Kleist schlussfolgert aus der braunen Kutte und den bloßen Füßen einen Kapuziner, einen franziskanischen Bettelmönch, vor sich zu haben. Dem widerspricht die Bemerkung des Malers vom Mann im schwarzen Gewande, mit dem er einen anderen Orden meinen könnte. Die Kapuziner bieten sich als Erklärung an, weil sie als Gegner Napoleons dem Maler sympathisch gewesen sein konnten. Davon lässt sich theologisch wenig ableiten.
Substanzieller diskutiert, und zwar in zwei Richtungen, wird der theologische Impuls für Friedrich in der Entstehungszeit des Bildes. Werner Busch stellt Friedrich Schleiermacher für Friedrichs gedankliche Prägung als den bedeutendsten Einfluss überhaupt dar. Der Theologe besuchte den Maler am 12. September 1810 in seinem Dresdner Atelier, also in der Phase der finalen Änderungen beim Mönch am Meer. Schleiermachers protestantische Grundüberzeugungen und eine Ästhetisierung der Religion schufen eine besondere Nähe zu Friedrichs Motiven und Äußerungen. Willi Geismeier sah bei Friedrich deutlich die Haltung des sich Anfang des 19. Jahrhunderts entwickelnden Erweckungschristentums.

### Psychoanalyse
Der Mönch am Meer wurde vor allem durch die Nähe der Romantik zum Denken der Psychoanalyse zum Gegenstand psychoanalytischer Betrachtungen. Christian August Semler, einer der Kronzeugen für den Entstehungsprozess des Mönchs, erhob die Reverie, die Bewegtheit des Gemüts durch tagträumerisches Denken, zum Kunstziel der romantischen Landschaftsmalerei. Der Betrachter solle sich durch das Kunstwerk Gedanken und Gefühle „gleichsam aus der Seele hervor locken […] lassen“.
Die überlieferten Reaktionen der zeitgenössischen Betrachter des Mönchs am Meer sind für Psychoanalytiker interessantes Material, etwa wenn Kleist als Betrachter etwas erlebt, was im Bild nicht zu sehen ist, er aber davon spricht, was sich zwischen ihm und dem Bild ereignet. In der heutigen psychoanalytischen Kunstbetrachtung entfaltet sich die Wirkung des Kunstwerkes in einem Raum zwischen Sichtbarem und Unsichtbaren. Friedrich ist es in einer extremen Authentizität gelungen, eigene Verlust- und Einsamkeitserfahrungen in eine im Bild sichtbare Stimmung zu transformieren, die beim Betrachter eine tief sitzende unbewusste Angst anspricht.

### DieAbtei im Eichwaldals Pendant

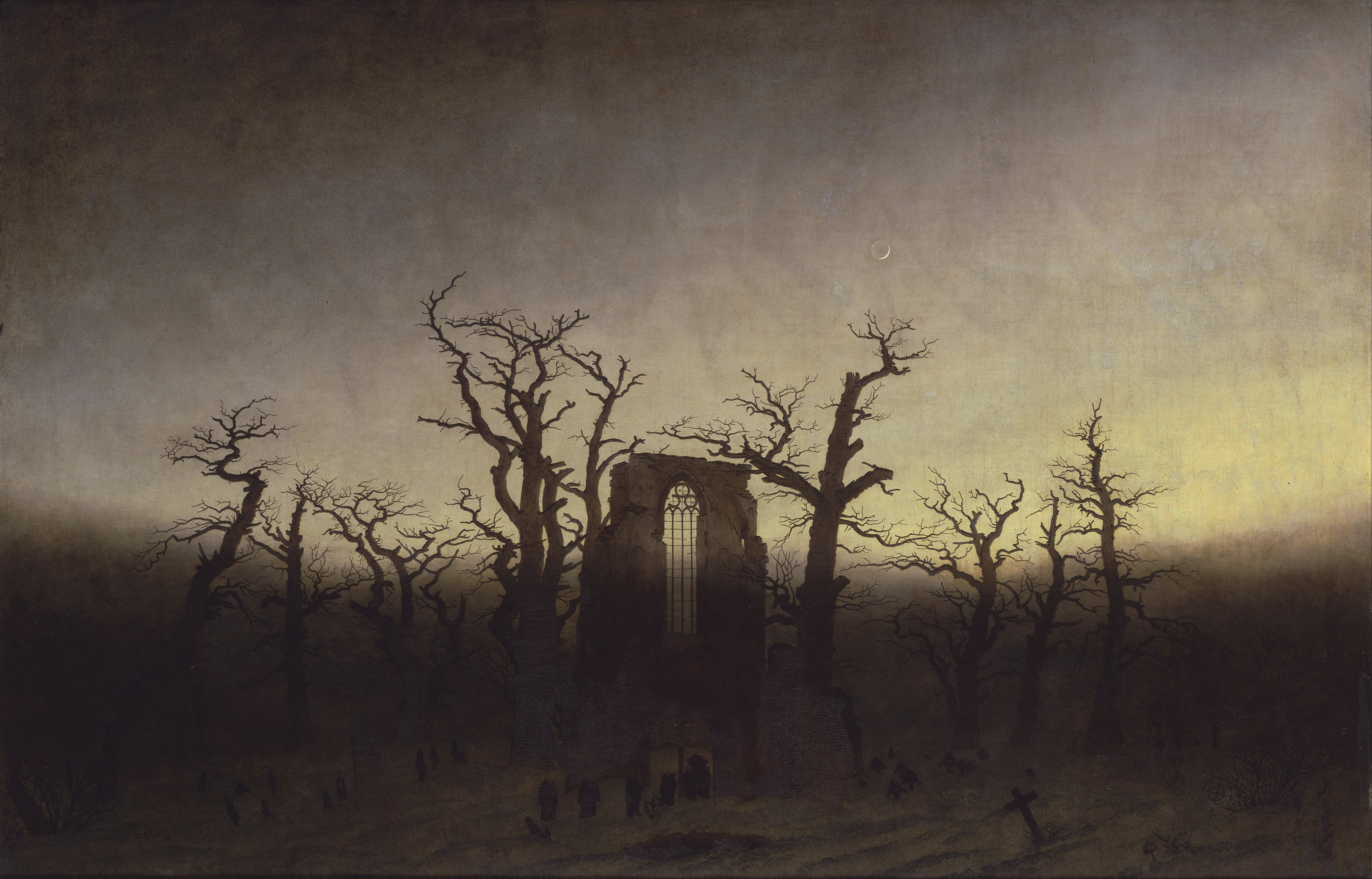
Caspar David Friedrich:
Abtei im Eichwald, 1810

Friedrich hatte zuvor bereits mehrere Gemälde und Sepiazeichnungen als Pendants konzipiert, etwa Sommer und Winter (1808).
Der Mönch am Meer bildet mit der Abtei im Eichwald ein Bildpaar, das während der Berliner Akademieausstellung von 1810 erstmals gezeigt wurde. Thematisch lassen sich die beiden Bilder nur zusammen erschließen. Die Gegensätze und der Dialog zwischen ihnen sind jedoch verrätselt. In der Deutung, dass der Mönch vom Meer im Sarg des Leichenzuges schließlich zu Grabe getragen wird, erschöpfte sich das Angebot der verbreiteten Bilderzählung lange. Helmut Börsch-Supan sieht das Bildpaar dem Kreis der Bilder mit Lebensalterthematik zugehörig, also mit Bezug auf Werke wie die Sepiazeichnungen Frühling, Morgen, Kindheit (1803) oder das Gemälde Die Lebenstufen (um 1835). Formal sind die Bilder völlig verschieden: hier horizontale Schichten und Verdichtung dreier Einförmigkeiten, dort eine abwechslungsreiche Syntax und Dialog verschiedener Formbezirke.
Boris von Brauchitsch lieferte eine Interpretation, die über Börsch-Supans Idee, es handle sich hier um zwei Szenen aus dem Dasein eines Mönches, hinausweist. Dabei geht er davon aus, dass es sich in der Abtei im Eichwald nicht um eine Grabtragung, sondern um eine Exhumierung auf einem lange schon offengelassenen Friedhof handele, unter anderem weil die Mönche den Sarg vom Grab weg in die Kirchenruine tragen. Das Bildpaar symbolisiere zwei Formen der Religiosität: In der Abtei zeige Friedrich eine „rückwärtsgewandte, abgestorbene, nebulöse Gottessicht, die ihre Leichen wieder ausgräbt, um sie auf Altären in Ruinen anzubeten“, womit vor allem der Katholizismus angesprochen sei, während im Mönch eine „zukunftsgerichtete Spiritualität“ dargestellt sei, „die nur der Gewalten der Natur bedarf, um jederzeit und an jedem Ort unter freiem Himmel ihren Gottesdienst zelebrieren zu können“.

## Werkgeschichte

### Der Werkprozess

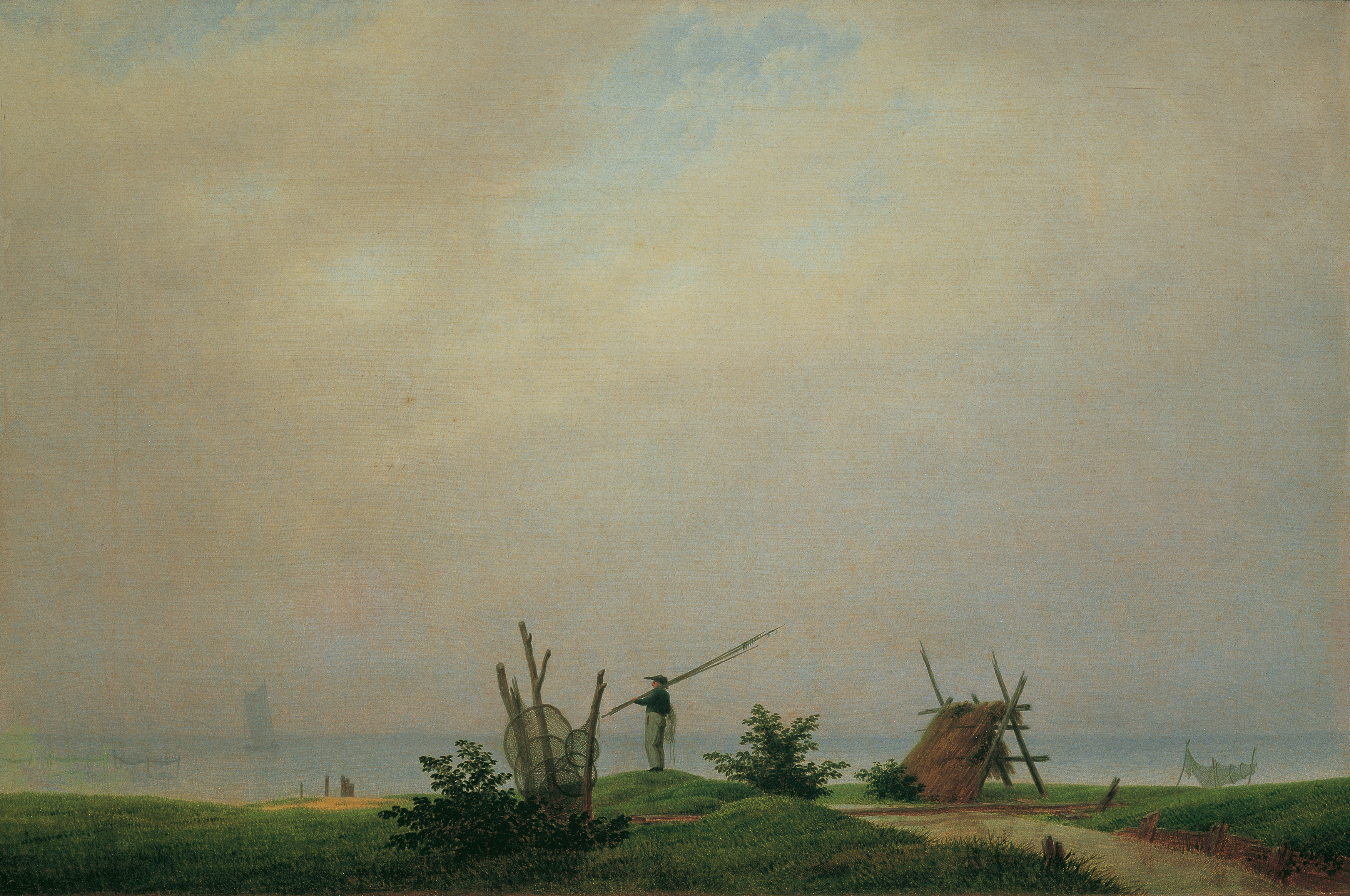
Caspar David Friedrich: Meeresstrand mit Fischer, 1807

Die Arbeit an dem Gemälde hat einen längeren motivischen Vorlauf. Die Untersuchung des Bildes mittels Infrarot-Reflektografie zeigt als Unterzeichnung zwei Schiffe links und rechts des Mönches, Pfähle mit Fischernetzen in der Uferzone sowie die Korrektur der dargestellten Person im Seitenprofil hin zur Rückenfigur. Damit ähnelt die Arbeit in ihrer Anlage sehr Friedrichs frühestem Ölbild Meeresstrand mit Fischer, das Ende 1807 entstand. Es scheint so, als hatte der Maler zunächst die Absicht, das Fischer-Motiv zu wiederholen oder weiterzuentwickeln. Insgesamt wurde der Mönch einer vierfachen Wandlung unterzogen. Die Leinwand könnte schon länger vor 1809 begonnen sein, denn im April 1809 sah Christian August Semler schon keine Segelschiffe mehr.

„Was mir aber vorzüglich an diesem Bild gefiel, war die Bedeutsamkeit, welche der Künstler der einfachen Scene durch eine einzige Figur zu geben gewußt hat. Ein kahlköpfiger Alter in einem braunen Gewande steht auf jenem Strande, fast ganz gegen das Meer hingewendet und scheint, wie seine Stellung und besonders die das Kinn unterstützende Hand anzeigen, in tiefes Nachsinnen versunken.“

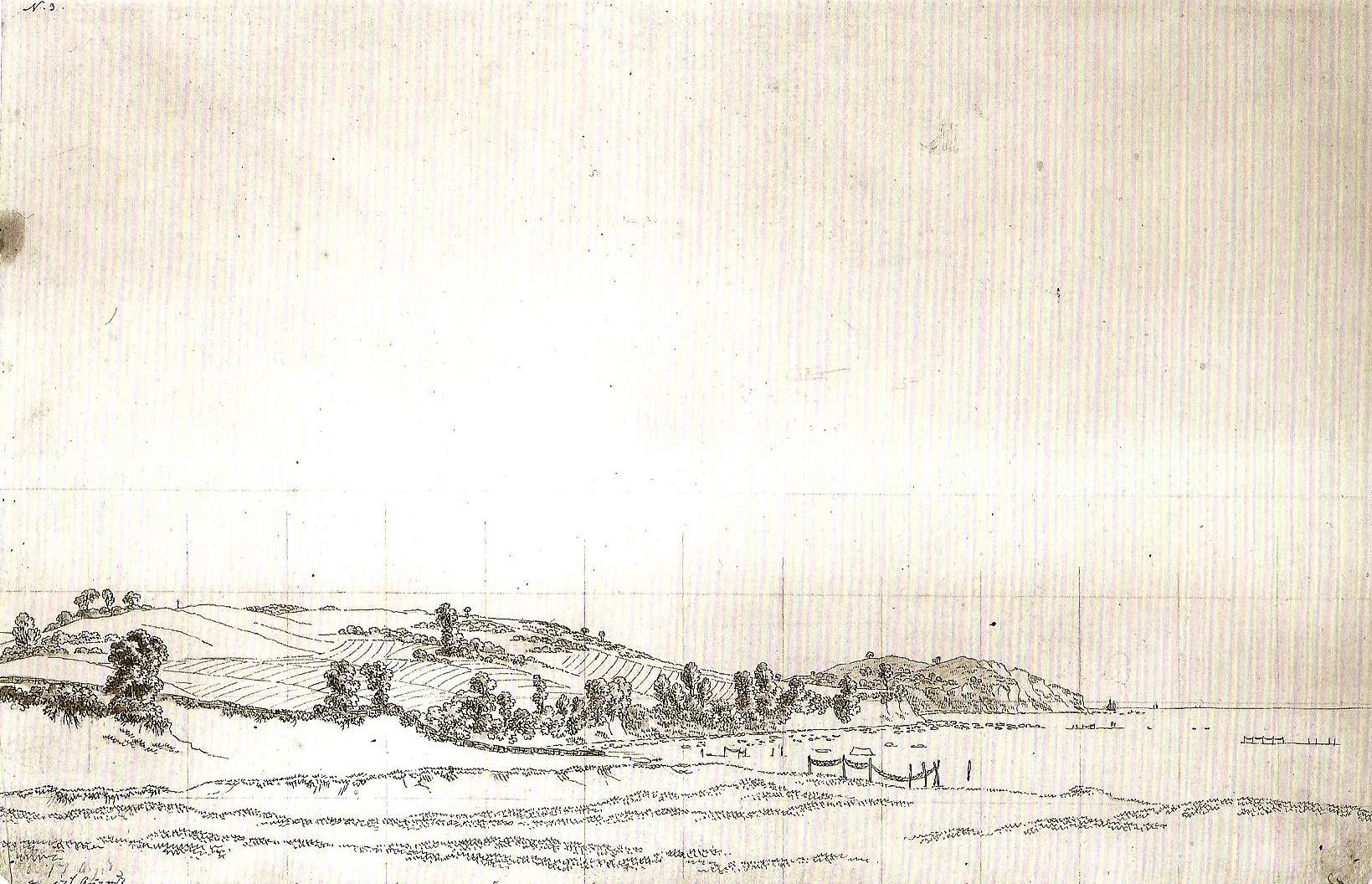
Caspar David Friedrich: Südküste von Rügen (Mönchgut), 1801

Während Semler noch „eine graue, von Dünsten schwere Luft“ bemerkte, schrieb Helene von Kügelgen am 22. Juni 1809: „Der Himmel ist rein und gleichgültig ruhig, kein Sturm, keine Sonne, kein Mond, kein Gewitter […]“ Als letzter vor der Ausstellungspräsentation stand Carl Friedrich Ernst Frommann am 24. September 1810 vor dem Gemälde und sah „die Ostsee mit schönen blinkenden Wellen beim letzten Viertel des Mondes und dem schwach blitzenden Morgenstern“. Die Endfassung des Himmels entstand demnach kurz vor der ohnehin zu späten Übersendung des Bildes zur Berliner Ausstellung.
Für den Strand, auf dem der Mönch steht, wurde ein vorderer Bildausschnitt der lavierten Federzeichnung Südküste von Rügen (Mönchgut) vom 17. August 1801 verwendet, gefertigt bei Friedrichs zweiter Rügenreise.

### Provenienz
Das Gemälde wurde zusammen mit der Abtei im Eichwald auf der Berliner Ausstellung von 1810 durch den preußischen König Friedrich Wilhelm III. erworben. Standorte des Bildes waren bis 1837 das Palais Unter den Linden, 1837–1844 das Neue Palais in Potsdam, 1844–1865 das Schloss Bellevue, später das Schloss Wiesbaden, nach 1906 das Berliner Stadtschloss. Bevor das Bildpaar in die Alte Nationalgalerie in Berlin kam, zeigte es die Verwaltung der Staatlichen Schlösser und Gärten im Schloss Charlottenburg.

### Friedrich Wilhelm IV.

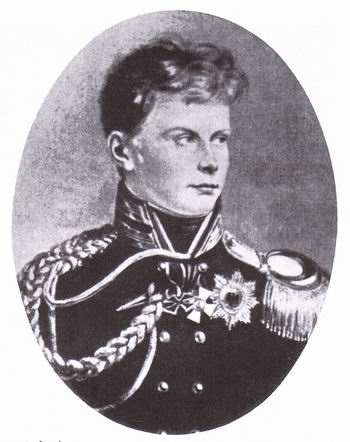
Friedrich Wilhelm IV.

Der preußische Kronprinz Friedrich Wilhelm IV. soll den Ankauf des Bildpaares Mönch am Meer und Abtei im Eichwald veranlasst haben. Der Wunsch des damals 15-jährigen Jungen verwunderte. Tagebuchnotizen oder andere Äußerungen darüber sind nicht bekannt. Dass der eher kunstferne Friedrich Wilhelm III. der Bitte seines Sohnes entsprochen hat und 450 Taler aus der kriegsbedingt leeren Kasse des Königshauses verwendete, ist unter den gegebenen Umständen auch für den preußischen König nicht selbstverständlich gewesen. Der Kronprinz war in seinen jungen Jahren mehr an Kunst als an anderen Dingen interessiert, zeichnete, wo es ihm möglich war. Sein Interesse galt vor allem gotischen Bauwerken. Das Bildpaar traf nicht die bekannten Vorlieben des Kronprinzen in der Malerei.
Der Tod der Mutter, der Königin Luise, im Juli 1810 hatte die Seele des Jungen tief erschüttert. Vielleicht erkannte er im Mönch am Meer den religiösen Gehalt. Mit Beginn des Jahres 1810 veränderte der neue Prinzenerzieher Jean Pierre Francoise Ancillon das bis dahin liberale Erziehungsprogramm des Thronfolgers und verordnete täglich religiöse Exerzitien unter Anleitung des Hof- und Dompredigers Friedrich Samuel Gottfried Sack. Seit dem Tod der Königin rückten Jenseitsfragen in den Mittelpunkt der religiösen Lehrgespräche.
Für den König gab der Wunsch seines Sohnes Orientierung zu weiteren Erwerbungen für die königliche Sammlung. Auf der Berliner Akademie-Ausstellung 1812 kauft er von Friedrich die beiden Gemälde Morgen im Riesengebirge und Gartenterrasse für die preußischen Schlösser, auf der Berliner Akademie-Ausstellung 1816 als Geschenk zum 21. Geburtstag des Kronprinzen die Gemälde Söller vor dem Domplatz im Zwielicht und Ansicht eines Hafens. Den Maler besuchte Friedrich Wilhelm IV. am 3. März 1830 in seinem Dresdner Atelier, erwarb dort aber keines der gesehenen Bilder.

### Restaurierungen
Das Gemälde auf sehr feiner Leinwand mit dünnen, lasierenden Farbschichten war von Anfang an anfällig für maltechnische, mechanische und alterungsbedingte Schäden. Eine erste intensive Restaurierung wurde 1906 durchgeführt. Jahrzehntelange Vernachlässigung sowie historische Restaurierungen hatten beim „Mönch am Meer“ zu Veränderungen geführt und das ursprüngliche Erscheinungsbild erheblich verfälscht. Heute ist nur noch eine stark reduzierte Originalsubstanz vorhanden. 2013–2016 haben die Restauratoren der Staatlichen Museen Berlin nach heutigem Standard unsachgemäße Restaurierungen behutsam rückgängig gemacht und mit moderner Restaurierungsmethodik durch reversible Materialien ersetzt.
Seit der Restaurierung besitzt das Gemälde nun eine sichtbar andere Farbigkeit, die von einer anderen Tönung wie auch einer höheren Sättigung ausgeht. Hauptursache für diese neue Farbwirkung ist die Entfernung der vielen alten Firnis-Schichten, die vorher einen Grauschleier-Effekt über das Bild gelegt hatten. Im vormals eher düster wirkenden graublauen Himmel sind nunmehr auch die typischen leichten Rot-Anteile zu sehen, und das gesamte Bild wirkt heller.
Die vor der Restaurierung vorgenommenen kunsttechnologischen Untersuchungen förderten wichtige Erkenntnisse zu Tage. Erstmals zeigten hochauflösende Infrarotreflektogramme die Unterzeichnungen des Gemäldes und machten den Schaffensprozess nachvollziehbar. Auf tiefer liegenden Schichten des Gemäldes sind etwa drei Segelschiffe zu sehen, die der Künstler später übermalte.

## Einordnung im Gesamtwerk

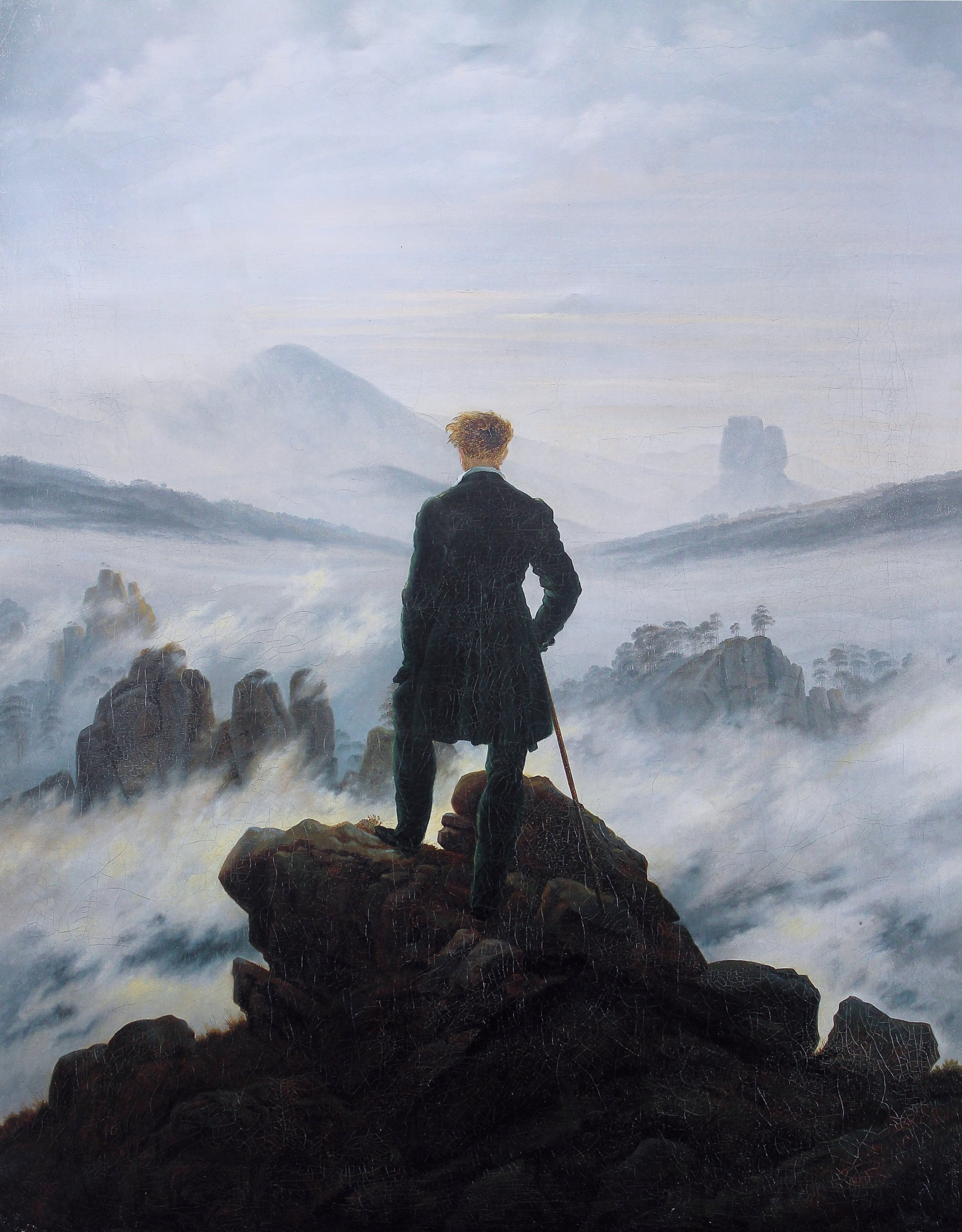
Caspar David Friedrich: Der Wanderer über dem Nebelmeer, 1818

Der Mönch am Meer kann in Friedrichs Gesamtwerk unter verschiedenen Gesichtspunkten als Zäsur und Höhepunkt seines Schaffens gewertet werden. Die Erwerbung des Bildes durch den preußischen König verschaffte ihm neben großer öffentlicher Aufmerksamkeit mit der Aufnahme in die Berliner Akademie auch berufliche Anerkennung. In der Entwicklung der Bildkomposition knüpft der Maler an die formale Radikalität des Mönchs nicht mehr an. Lediglich Das große Gehege (1832) zeigt eine ähnlich spektakuläre Wirkungsästhetik.
Thematisch endet mit dem Mönch die Auseinandersetzung mit Tod und Einsamkeit, bei der dem Maler eine große eigene Betroffenheit zu unterstellen ist, begonnen mit der Sepia Ruine Eldena mit Begräbnis von 1800. Die Einsamkeit in der arrangierten Natur blieb weiterhin ein durchgängiges Motiv, immer wieder variiert und mit neuem dramatischem Bildsinn versehen. Dazu zählen die Gebirgslandschaft mit Regenbogen, die Winterlandschaft oder Der Wanderer über dem Nebelmeer.

Caspar David Friedrich: Gebirgslandschaft mit Regenbogen, 1810
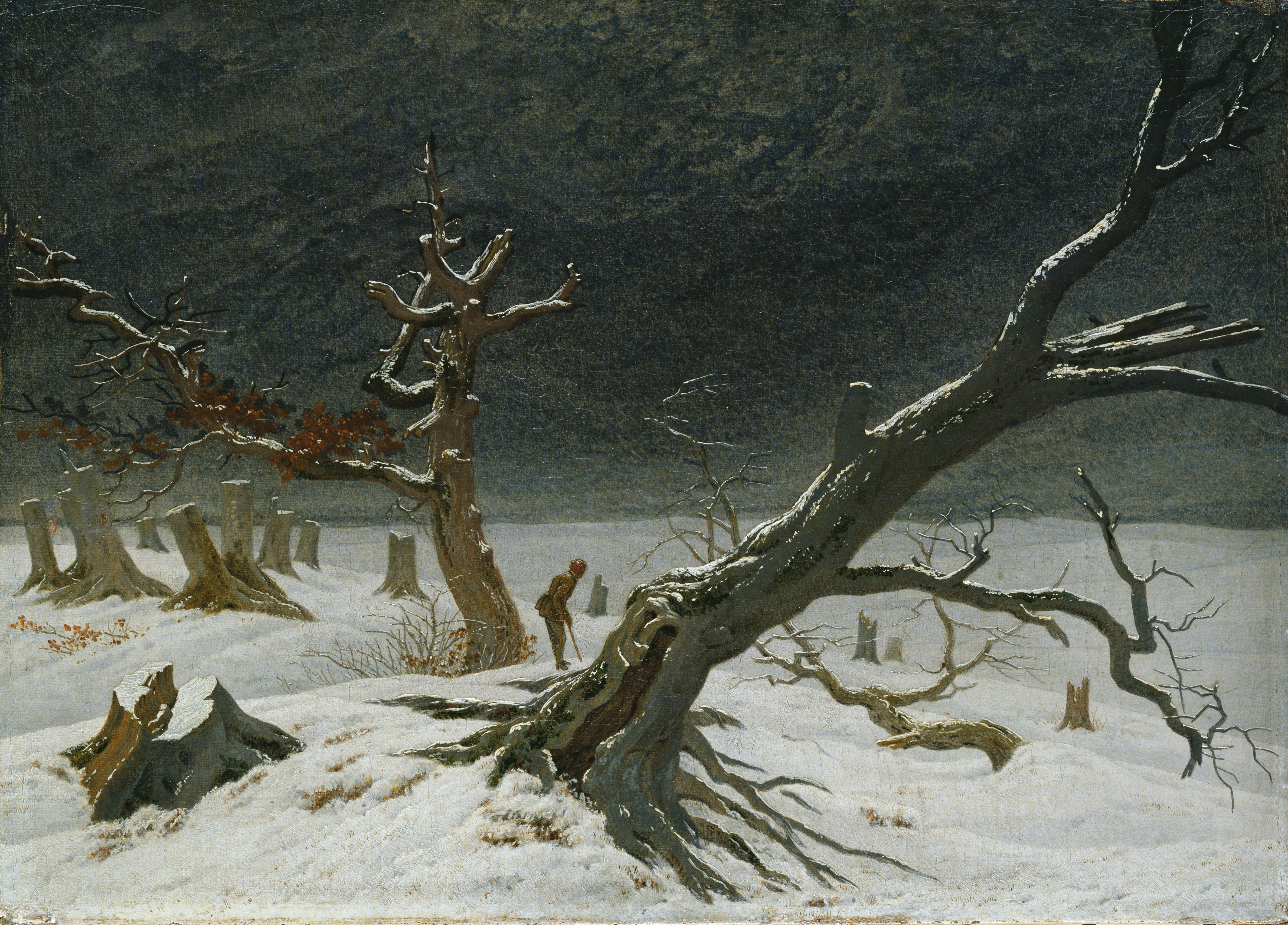
Caspar David Friedrich: Winterlandschaft, 1811

Werner Hofmann sieht in den Weimarer Sepien von 1805 (Wallfahrt bei Sonnenaufgang, Herbstabend am See) und in den Wiener Gemälden von 1807 (Meeresstrand mit Fischer, Nebel) formale Vorstufen für die beiden Schlüsselbilder Der Mönch am Meer und Abtei im Eichwald,

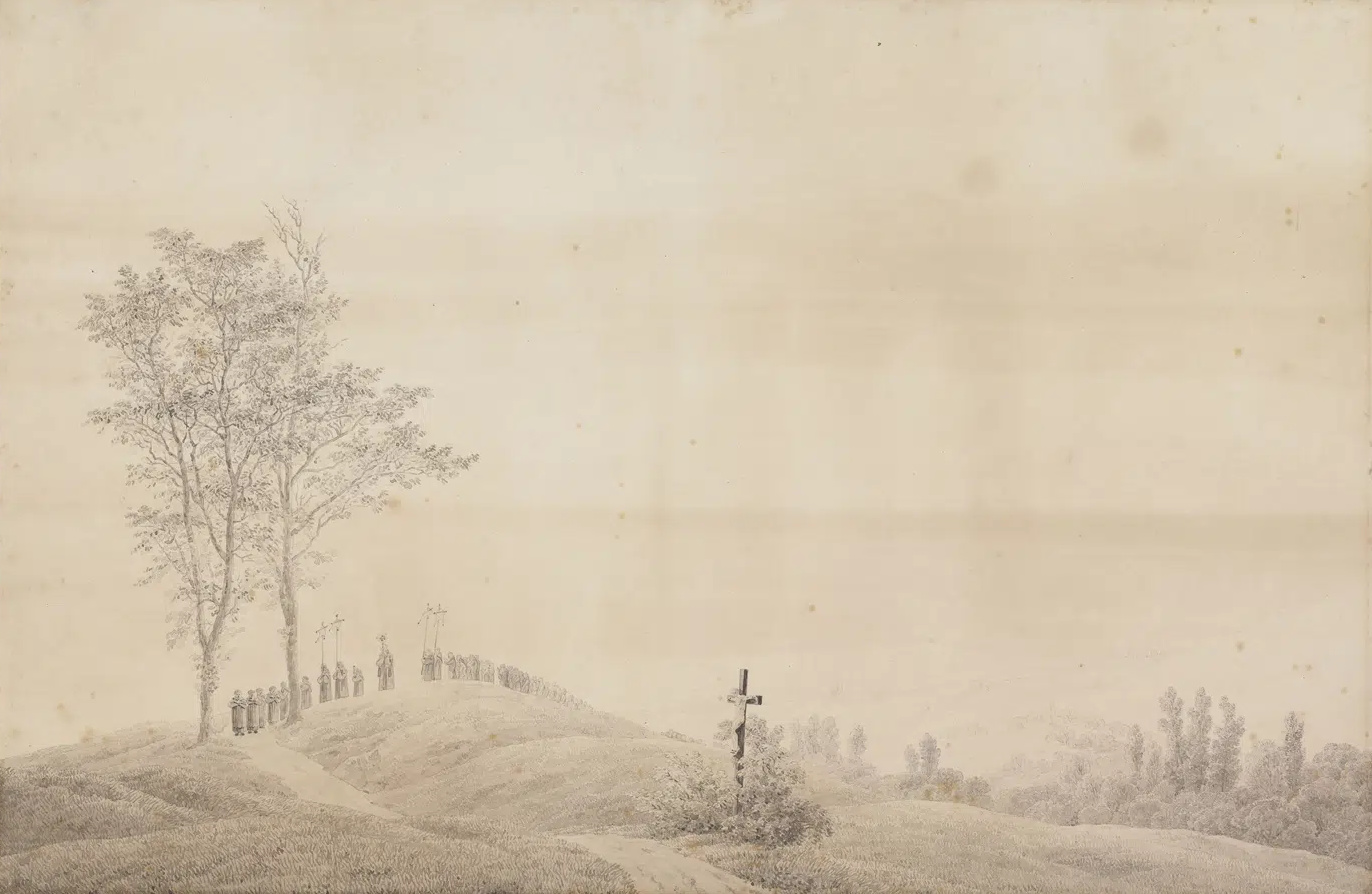
Caspar David Friedrich: Wallfahrt bei Sonnenuntergang, 1805
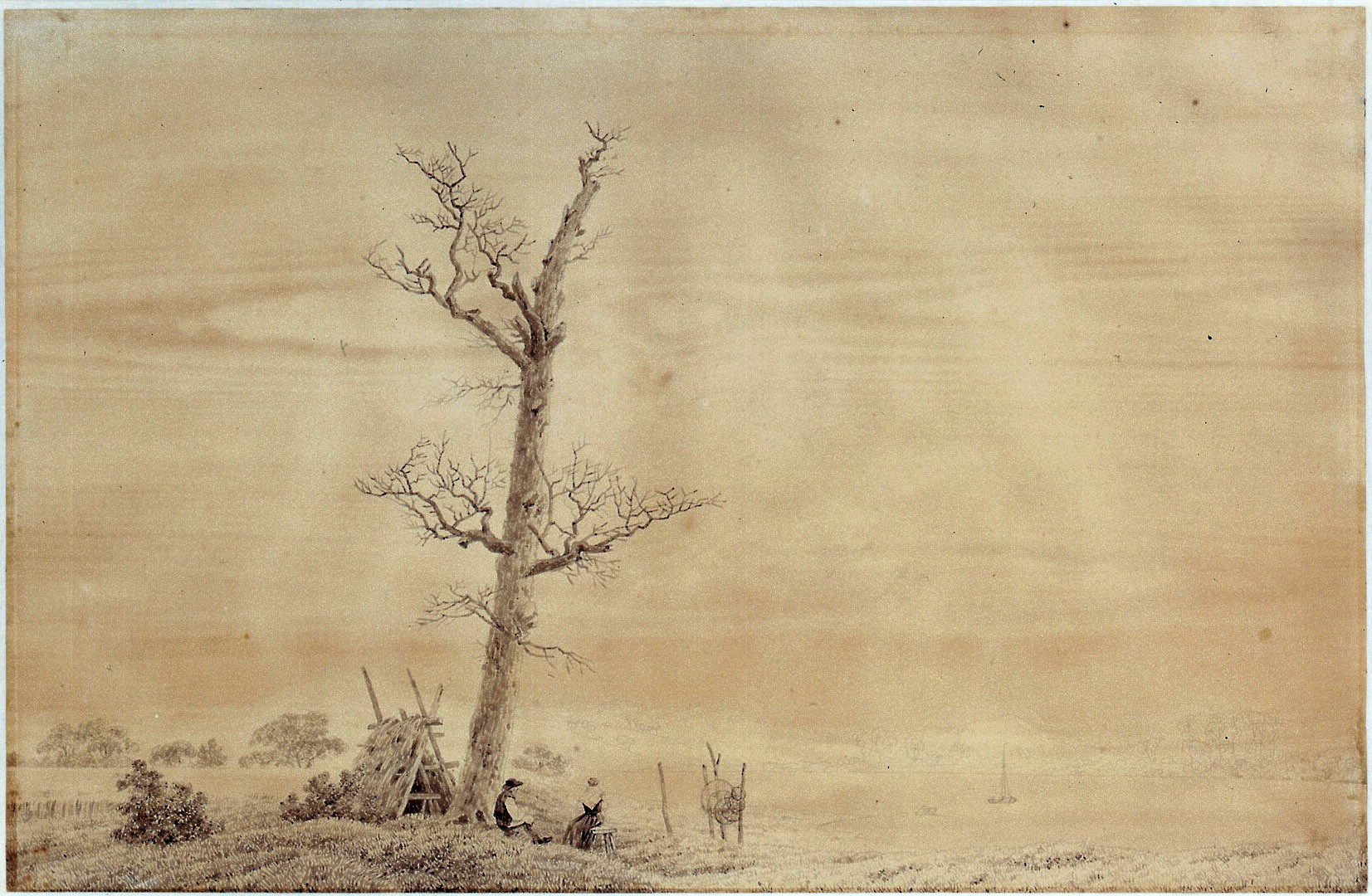
Caspar David Friedrich: Herbstabend am See, um 1805
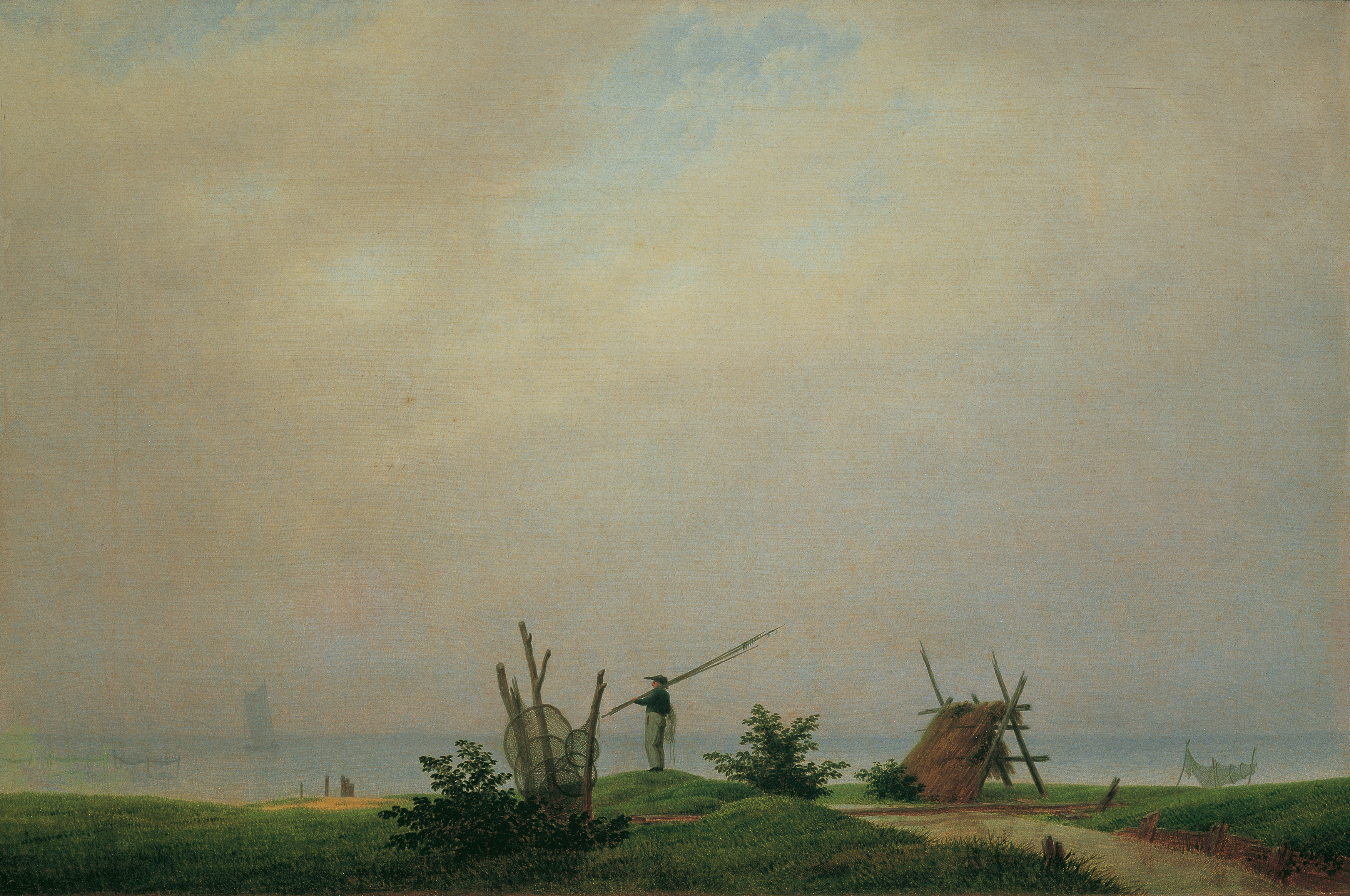
Caspar David Friedrich: Meeresstrand mit Fischer, 1807
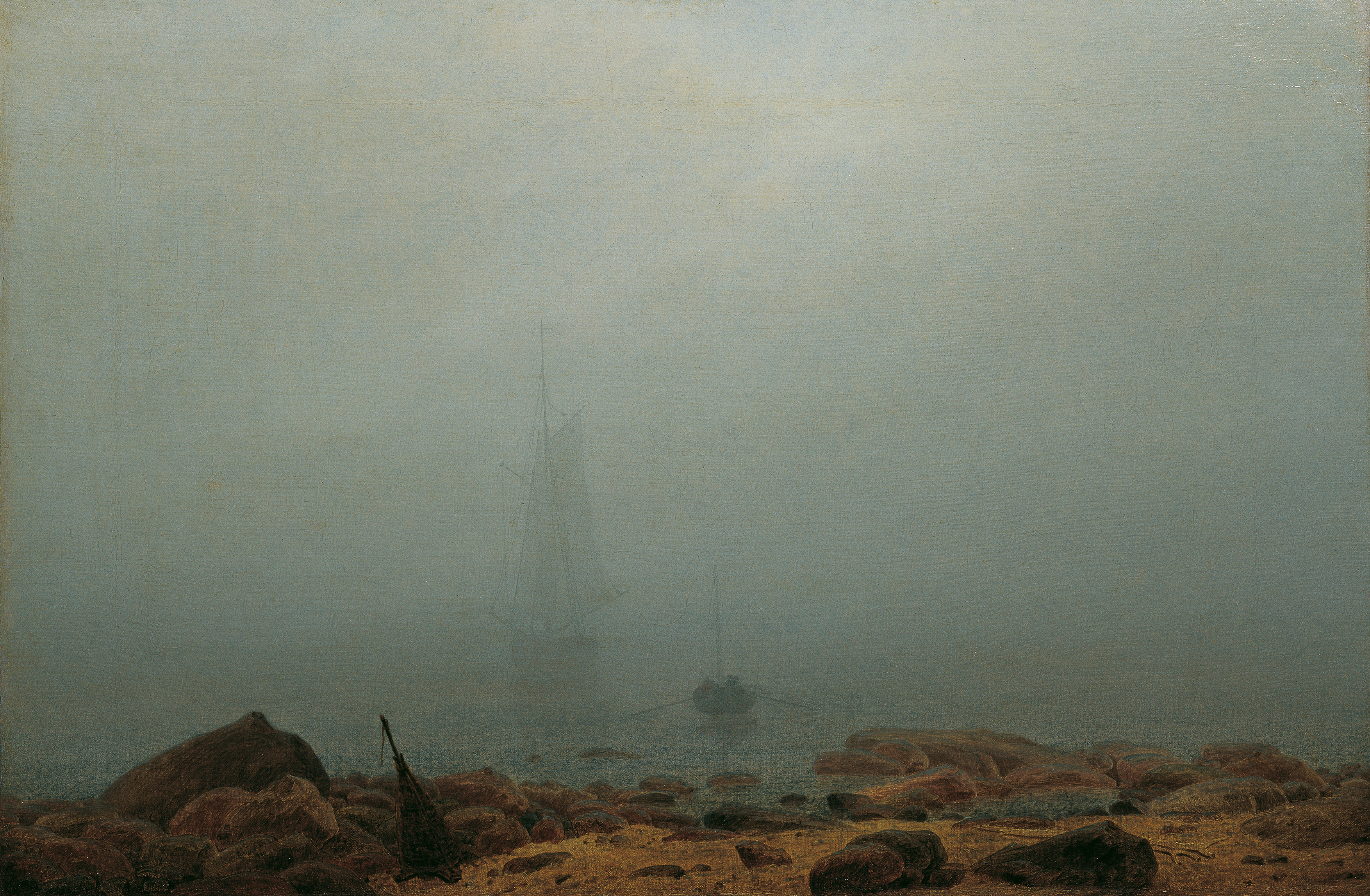
Caspar David Friedrich: Nebel, 1807

## Das Eremiten-Motiv

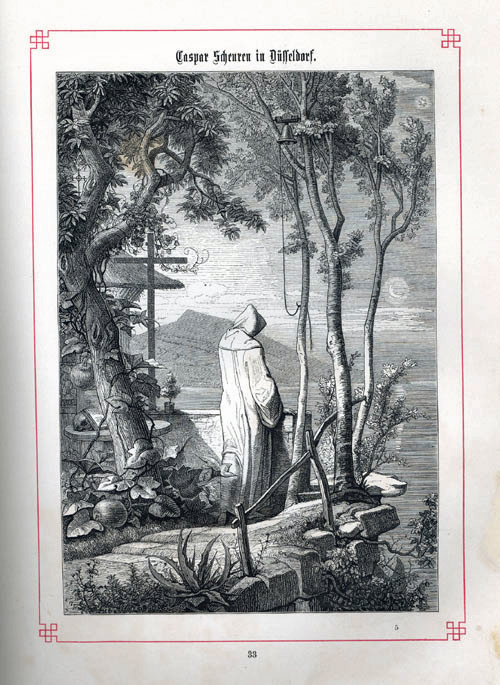
Caspar Scheuren: Illustration zu Eichendorffs „Einsiedler“, 1825

Ein Mönch (griechisch monachós, abgeleitet von mónos „allein“) ist im ursprünglichen Wortsinn ein Eremit (abgeleitet von griechisch erẽmos „verlassen“): ein einsamer Mensch. Christliche Eremiten begaben sich in die Wüste, um Zwiesprache mit Gott zu halten. Der Aspekt des Ausgesetztseins in der Wüste wandelte sich später: Der Eremit lebt allein in der Natur, aber geschützt in einer Einsiedelei (Eremitage). Die Figur in Caspar David Friedrichs Bild entspricht einem Eremiten im ursprünglichen Sinn: Sie steht einsam in einer öden Umgebung.
Eremiten wurden seit dem Altertum in der Kunst dargestellt. In der Romantik bekommt das Eremiten-Thema mit der programmatischen Suche nach der Erlösung im Schöpfungswunder der Natur eine neue Qualität. Friedrich holte den Eremiten wieder in die offene Landschaft. Carl Blechen machte das Eremiten-Motiv zu einem Hauptthema seiner Malerei, sein Gemälde Landschaft mit Eremit gilt ebenfalls als ein Programmbild der deutschen Romantik.

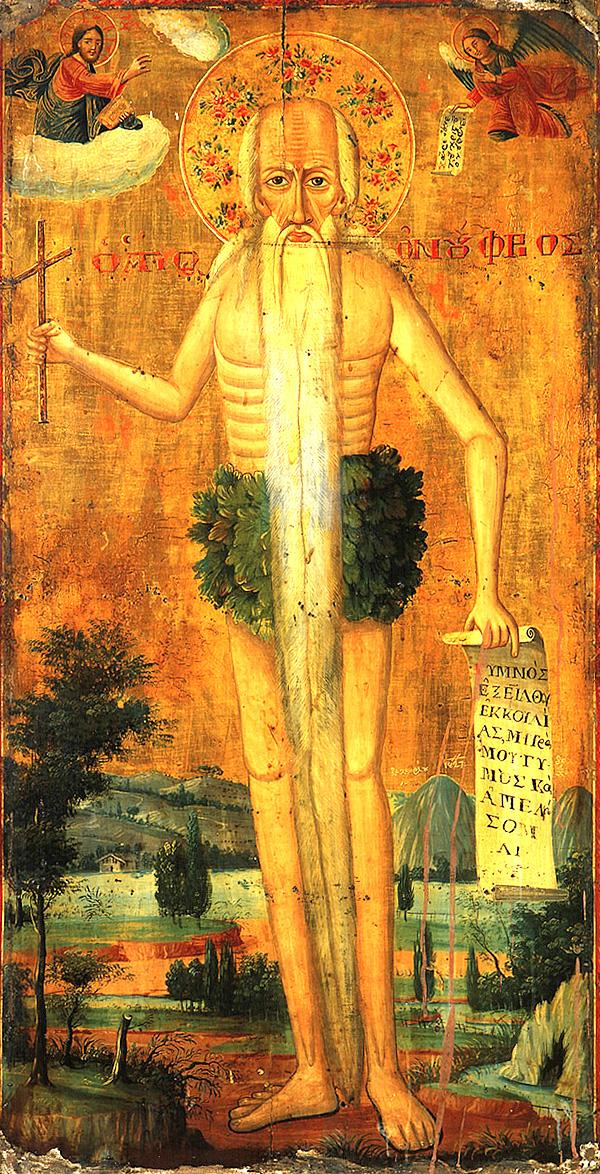
Ikone des Einsiedlers Onophrios
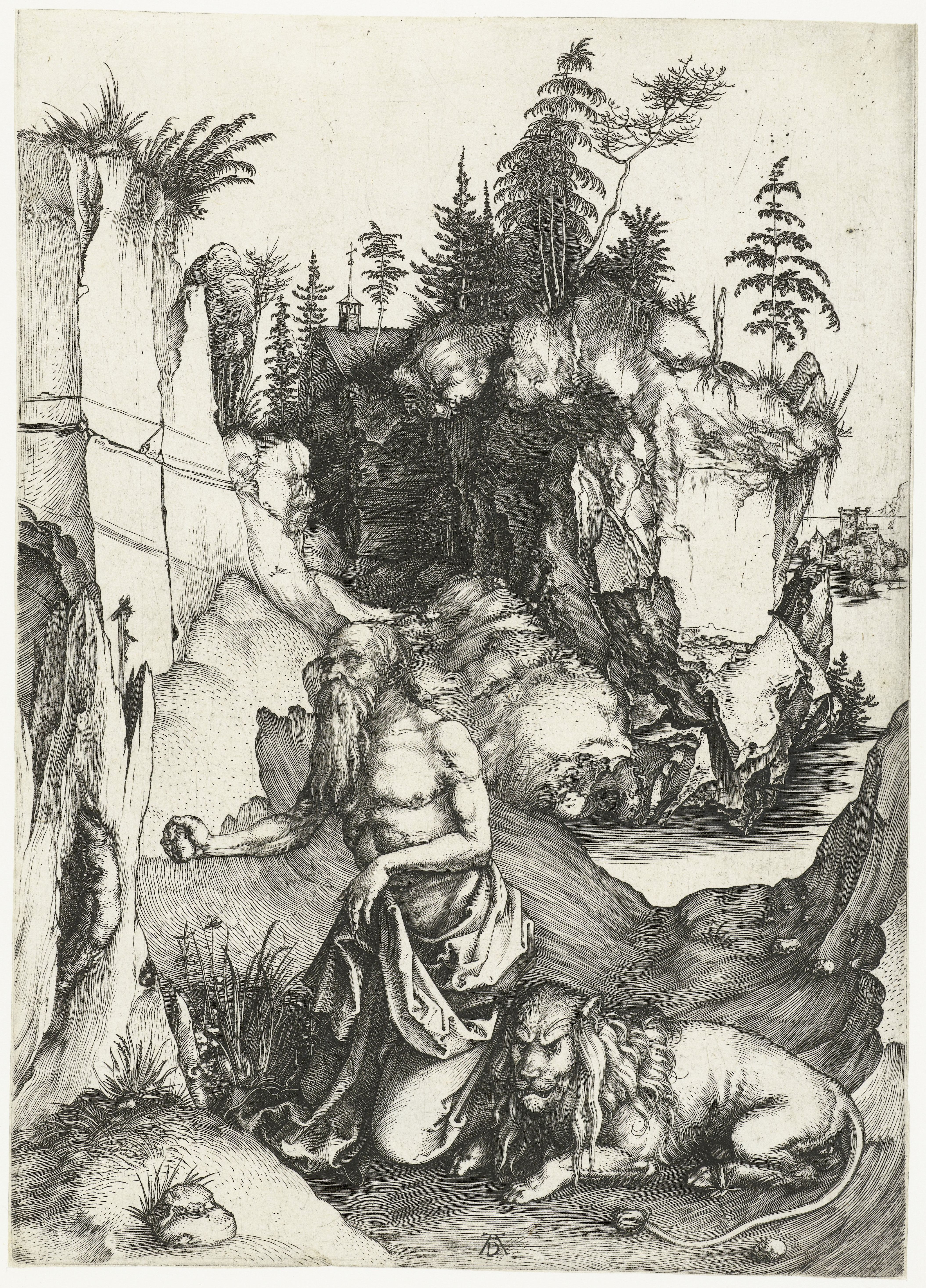
Albrecht Dürer: Büßender Hl. Hieronymus in der Wüste, um 1496
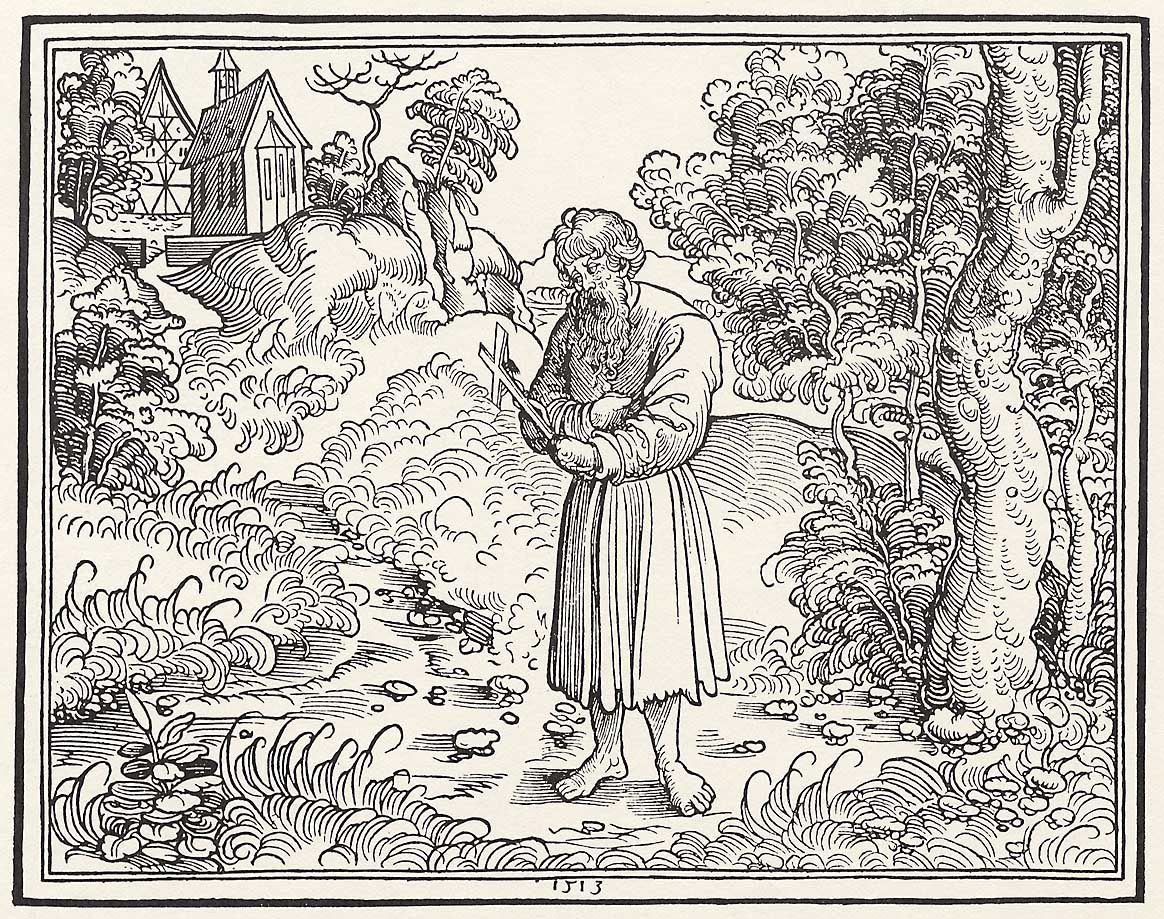
Wolf Traut: Einsiedler, 1513
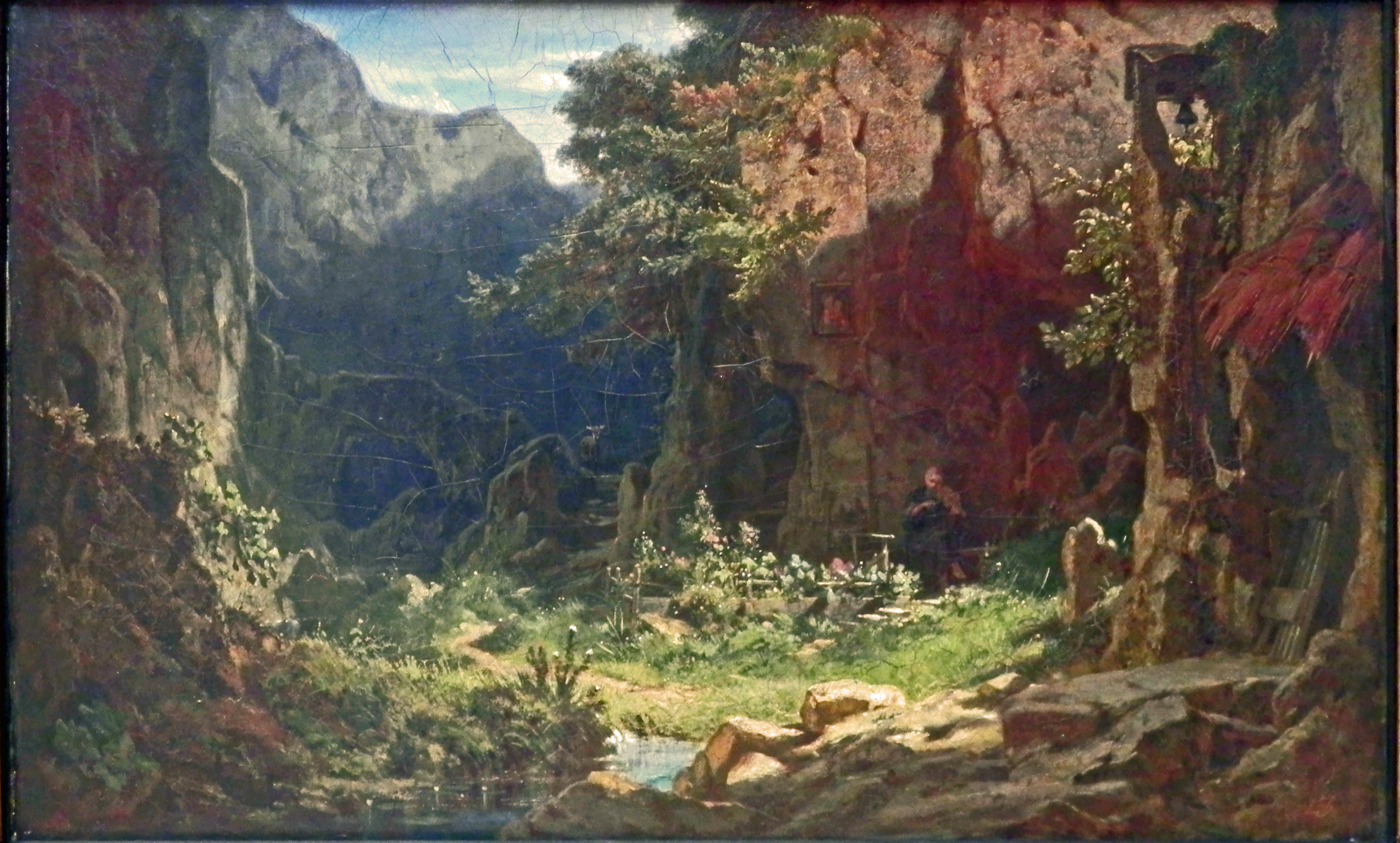
Carl Spitzweg: Einsiedler Violine spielend, um 1862

## Rezeption

### Heinrich von Kleist

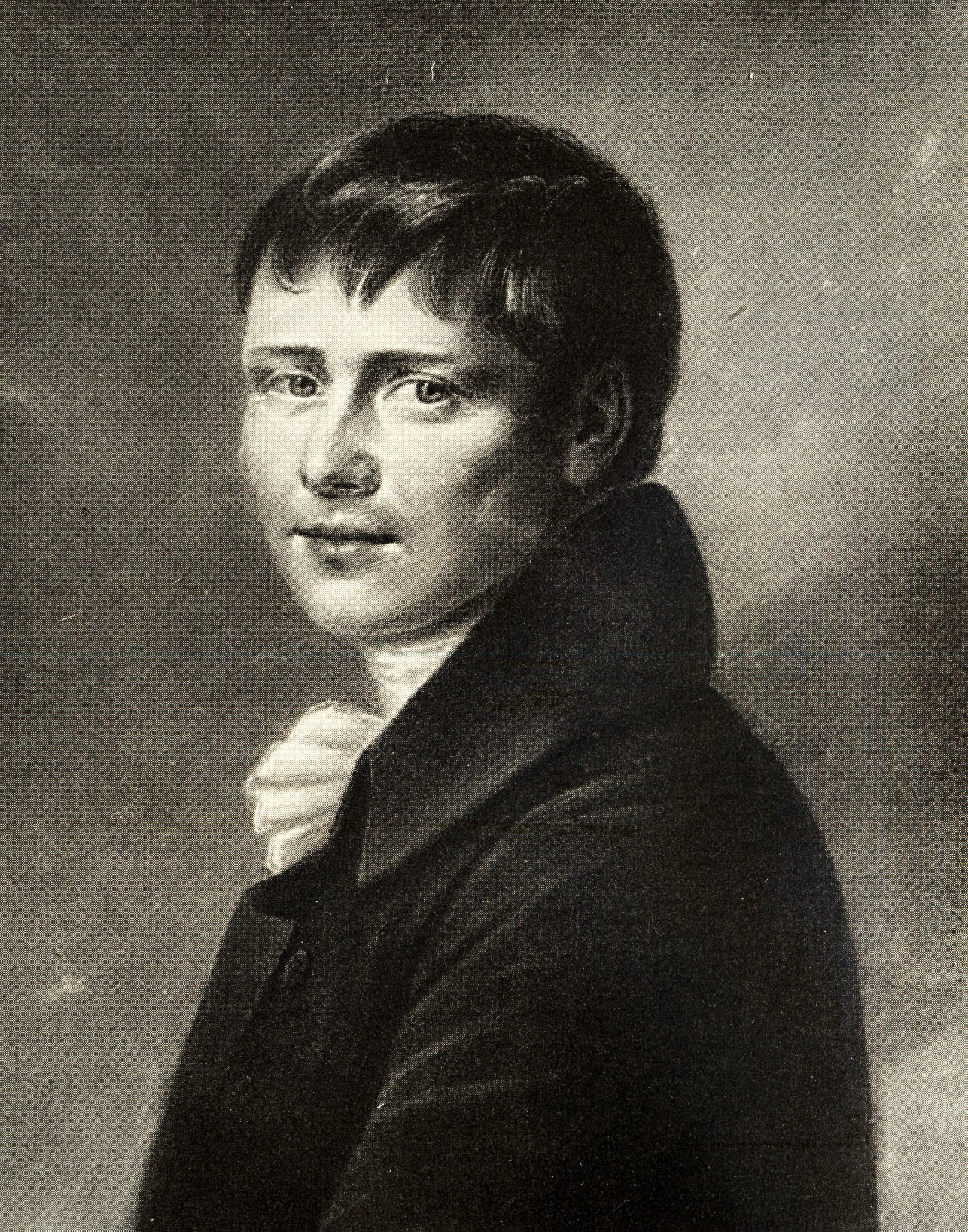
Heinrich von Kleist

Eine euphorische Besprechung des Mönchs am Meer in der Berliner Ausstellung erschien am 13. Oktober 1810 unter der Überschrift Empfindungen vor Friedrichs Seelandschaft in den Berliner Abendblättern unterzeichnet mit cb, dem Kürzel von Clemens Brentano. Der Originaltext geht auf eine von Brentano mit Achim von Arnim verfasste ironische Dialogszene zurück.
Diesen Text schrieb Heinrich von Kleist in redaktioneller Verantwortung völlig um, Kleist gilt somit als Autor des Artikels. Die von Brentano und Arnim beabsichtigte Kritik an den Lesarten von Kunst, die als reine Bildungsreminiszenzen entlarvt werden, verkehrt Kleist teilweise in das Gegenteil. Der Text prägt bis heute die Rezeptionsgeschichte des Mönchs am Meer entscheidend, meist ohne Beachtung des Entstehungskontextes.

„Herrlich ist es, in einer unendlichen Einsamkeit am Meeresufer, unter trübem Himmel, auf eine unbegrenzte Wasserwüste, hinauszuschauen. Dazu gehört gleichwohl, daß man dahin gegangen sei, daß man zurück muß, daß man hinüber möchte, daß man es nicht kann, daß man alles zum Leben vermißt, und die Stimme des Lebens dennoch im Rauschen der Flut, im Wehen der Luft, im Ziehen der Wolken, dem einsamen Geschrei der Vögel, vernimmt. Dazu gehört ein Anspruch, den das Herz macht, und ein Abbruch, um mich so auszudrücken, den einem die Natur tut. Dies aber ist vor dem Bilde unmöglich, und das, was ich in dem Bilde selbst finden sollte, fand ich erst zwischen mir und dem Bilde, nämlich einen Anspruch, den mein Herz an das Bild machte, und einen Abbruch, den mir das Bild tat; und so ward ich selbst der Kapuziner, das Bild ward die Düne, das aber, wo hinaus ich mit Sehnsucht blicken sollte, die See, fehlte ganz. Nichts kann trauriger und unbehaglicher sein, als diese Stellung in der Welt: der einzige Lebensfunke im weiten Reiche des Todes, der einsame Mittelpunkt im einsamen Kreis. Das Bild liegt, mit seinen zwei oder drei geheimnisvollen Gegenständen, wie die Apokalypse da, als ob es Youngs Nachtgedanken hätte, und da es, in seiner Einförmigkeit und Uferlosigkeit, nichts, als den Rahm, zum Vordergrund hat, so ist es, wenn man es betrachtet, als ob einem die Augenlider weggeschnitten wären. Gleichwohl hat der Maler zweifelsohne eine ganz neue Bahn im Felde seiner Kunst gebrochen; und ich bin überzeugt, daß sich, mit seinem Geiste, eine Quadratmeile märkischen Sandes darstellen ließe, mit einem Berberitzenstrauch, worauf sich eine Krähe einsam plustert, und daß dies Bild eine wahrhaft Ossiansche oder Kosegartensche Wirkung tun müßte. Ja, wenn man diese Landschaft mit ihrer eignen Kreide und mit ihrem eigenen Wasser malte; so, glaube ich, man könnte die Füchse und Wölfe damit zum Heulen bringen: das Stärkste, was man, ohne allen Zweifel, zum Lobe für diese Art von Landschaftsmalerei beibringen kann. – Doch meine eigenen Empfindungen, über dies wunderbare Gemälde, sind zu verworren; daher habe ich mir, ehe ich sie ganz auszusprechen wage, vorgenommen, mich durch die Äußerungen derer, die paarweise, von Morgen bis Abend, daran vorübergehen, zu belehren.“

Seit der Präsentation des Bildes auf der Berliner Akademieausstellung von 1810 ist der Grundton der Bildinterpretation durch Heinrich von Kleist vorgegeben, die unmittelbar aus dem Zeitgeist der Romantik entstanden ist. Das damals noch junge Genre der Bildkritik forderte vom Betrachter die Fortschreibung des Werkes.

### Die „Tragödie der Landschaft“
Carl Gustav Carus berichtete, dass der französische Bildhauer Pierre Jean David d’Angers in Friedrichs Atelier beim Anblick von dessen Bildern ausrief: „Voilá un homme, qui a découvert la tragédie du paysage!“ Seitdem gilt Friedrich als der Entdecker der Tragödie der Landschaft. Das Zitat wird gelegentlich als ausschließlich auf den Mönch am Meer und auf die Abtei im Eichwald zutreffend gebraucht. Wenn auch der Mönch die Metapher besonders anschaulich macht, meinte David d’Angers Friedrichs Art zu malen, seine Sujets und die Stimmungen, die durch die Darstellung einzelner Gestalten inmitten einer als übermächtig empfundenen Natur vermittelt werden.

„Wie hat es immer auf eigene Weise das Gemüth angesprochen, wenn Friedrich in seinen Landschaftstragödien in weiter wüster Ebene durch ein paar Granitblöcke, dürftiges Gestrüpp und aufgehenden Mond, oder durch ein einsames Meeresufer mit darüber ziehenden Wolken den ganzen Ernst des Lebens im Bild zur Erscheinung brachte.“

### Weitere zeitgenössische Rezeption
Die Rezeption des Bildes am Beginn des 19. Jahrhunderts fokussierte sich nicht wie bei Kleist ausschließlich auf die erschütternde Bildwirkung und den Bruch der Konvention in der Landschaftsmalerei. Die kompensatorische Tröstungsästhetik in der Kunst dieser Zeit wollte durch die Bildwirkung religiöse Erhebung des Betrachters vermittelt sehen. Im Gegensatz dazu wird in anderen Besprechungen der Berliner Ausstellung von 1810 bei dem Bildpaar Mönch am Meer und Abtei im Eichwald der „Charakter des ängstlich Schauerlichen“ betont. Für Zeitgenossen, die Friedrich die Melancholie einer Todessehnsucht unterstellten, evozierte der Mönch melancholische Empfindungen.
Dass eine abstrakt aufgefasste Malerei einen hinreichenden Bildsinn ergeben könnte, wurde von Friedrichs Zeitgenossen weitgehend ausgeschlossen. In einem Wutanfall über den „jetzigen Zustand der Kunst“ soll Goethe zu Sulpiz Boisserée gesagt haben „Maler Friedrich seine Bilder können ebenso gut auf dem Kopf gesehen werden“. Hier war offenbar der Mönch am Meer gemeint.

### 20. Jahrhundert
Im Nationalsozialismus vereinnahmte die Blut-und-Boden-Ideologie Landschaftsbilder als Rassenselbstbildnisse der deutschen Künstler. Die Zeitschrift Rasse benannte den Mönch am Meer als charakteristisch für die „nordische Rasse“ Friedrichs.
In dem Dokumentar-Spielfilm von Peter Schamoni Caspar David Friedrich – Grenzen der Zeit aus dem Jahr 1986 wird dem Mönch am Meer eine zentrale Bedeutung in Friedrichs Leben und Werk zugemessen. Auch der preußische Kronprinz Friedrich Wilhelm IV. als Besitzer des Gemäldes kommt zu Wort.
Für Friederike Mayröcker war der Mönch eine Anregung für ihr Buch brütt oder Die seufzenden Gärten (1998). Sie schreibt darüber, sie habe „das Gemälde vor vier Jahren in Berlin gesehen, IN AUFWALLUNG, hat mitgewirkt bei der Entstehung meines Buches brütt“.

## Wirkungen in der Kunst

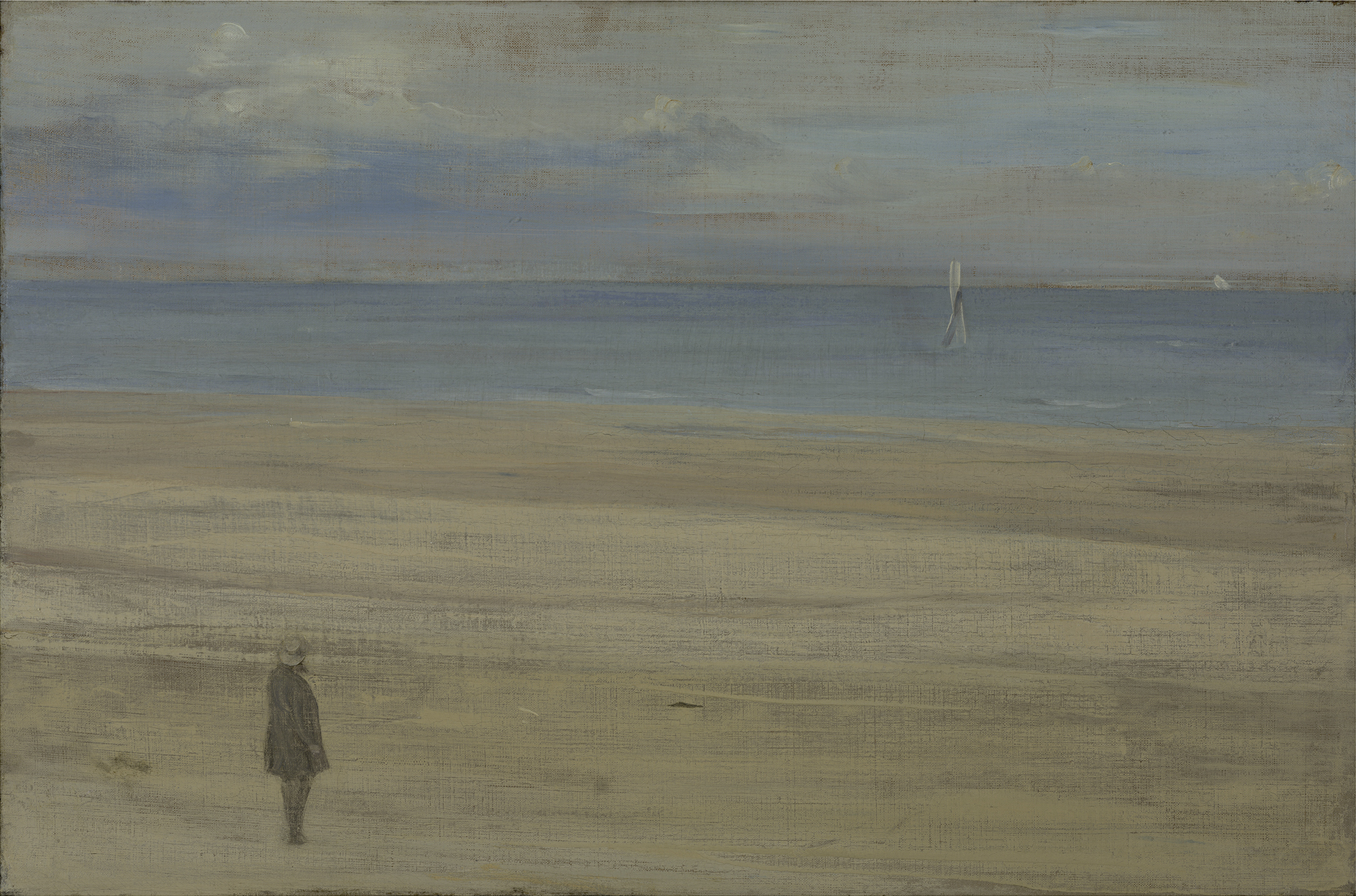
James Abbot McNeill: Trouville, 1865

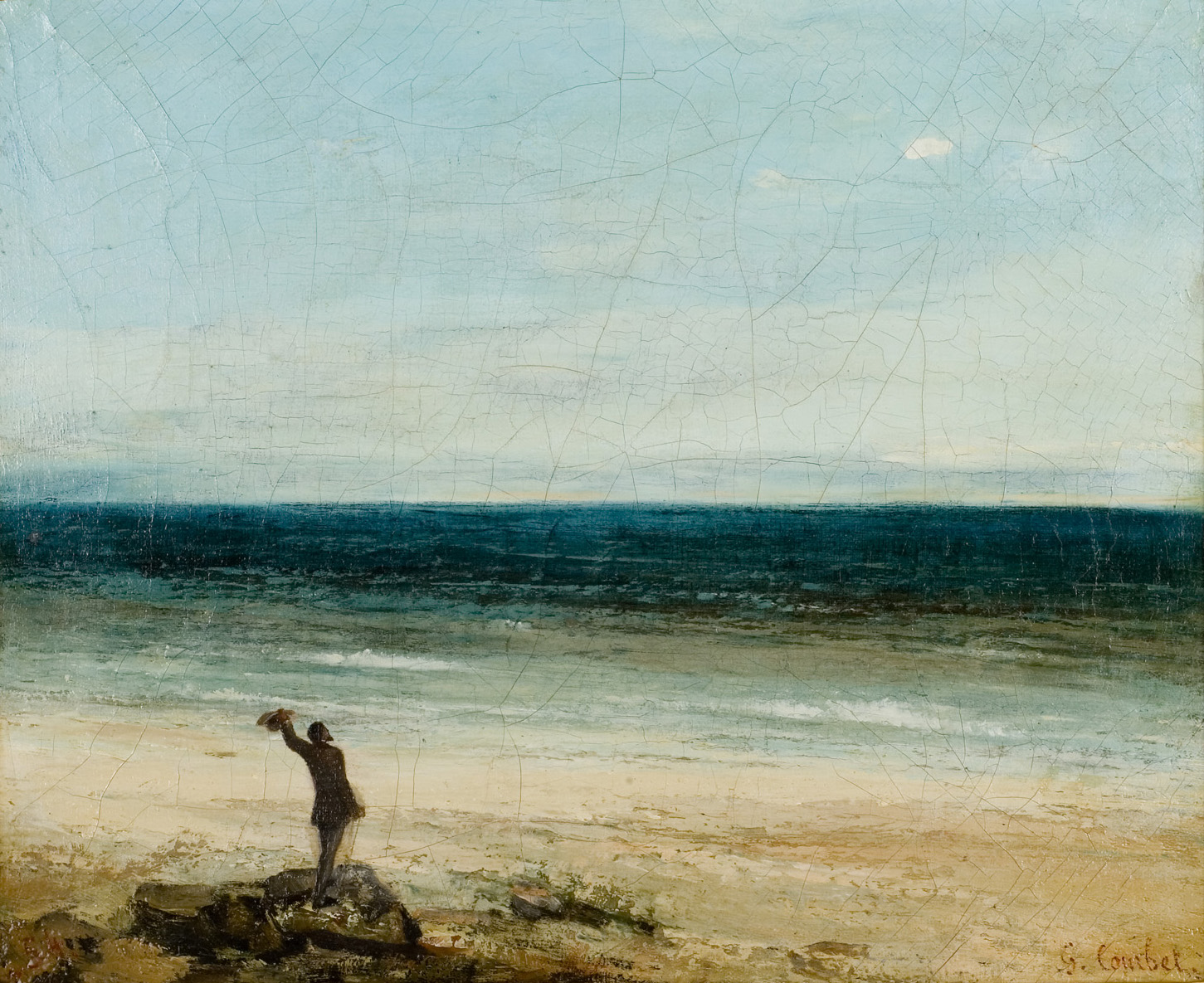
Gustave Courbet:
Le bord de mer à Palavas, 1854

Mit dem Mönch am Meer beeinflusste Friedrich spätere Künstlergenerationen bis in das 21. Jahrhundert. Das betrifft die Bildstruktur ebenso wie die Auseinandersetzung mit der übermächtigen Natur, der Angst und dem Tod.
Unmittelbare Wirkung kann man in den Landschaften am Meer von Friedrichs Freund Carl Gustav Carus erkennen. Im 19. Jahrhundert sind James Abbott McNeill Whistler mit seinem Bild Trouville oder Gustave Courbet mit dem Gemälde Le bord de mer à Palavas zu nennen. Als kunsthistorischer Vergleich wurde schon 1905 Courbets Gemälde Die Welle herangezogen.
In der Klassischen Moderne sind Der Schrei von Edvard Munch und Lionel Feiningers Vogelwolke und Dünenstrand II einprägsame Beispiele.
In der zeitgenössischen Kunst haben sich Mark Rothko mit seinen geschichteten Farbflächen, Gerhard Richter und Gotthard Graubner erklärtermaßen auf den Mönch bezogen. Die Ausstellung Mark Rothko – Emotionen in Farbe in der Hamburger Kunsthalle 2008 stellte Bilder des amerikanischen Malers denen Friedrichs gegenüber. Gerhard Richter sieht sich mit seinen Seelandschaften in der Tradition des Mönchs. Gotthard Graubner ließ sich mit den Kissenbildern und dem Ersten Nebelraum – Hommage à Caspar David Friedrich (1968) von dem Werk des Malers der Romantik inspirieren.